# Deporte en Alemania

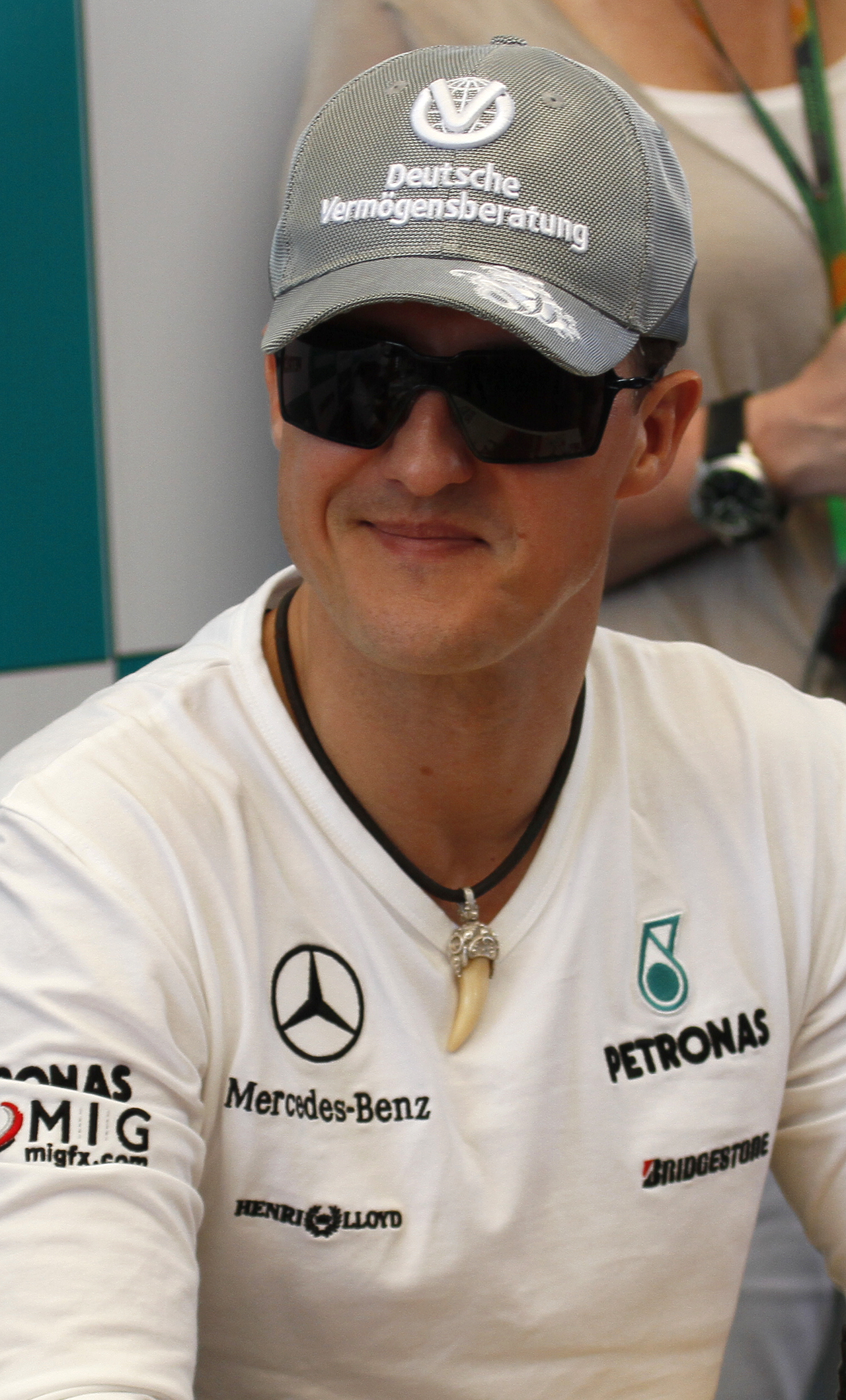
Michael Schumacher, el más laureado de la historia en la máxima categoría del automovilismo mundial, con siete títulos en el Campeonato Mundial de pilotos de Fórmula 1.

El deporte en Alemania cuenta con numerosos deportistas que han realizado grandes aportaciones al deporte en general. Alemania es una nación que ha tenido a lo largo de su historia una gran multitud de éxitos deportivos. Actualmente es el cuarto país en la lista oficial de clasificación mundial de las grandes naciones del deporte, que se basa en más de 50 deportes.
A nivel individual y colectivo, se pueden destacar entre los más importantes debido a su transcendencia mundial, a los pilotos de automovilismo Michael Schumacher y Sebastian Vettel, al equipo de fútbol FC Bayern Múnich, a la selección de fútbol de Alemania, a la selección de baloncesto de Alemania, al equipo alemán de Fórmula 1 Mercedes, a los futbolistas Franz Beckenbauer, Gerd Müller, Lothar Matthäus, Miroslav Klose y Birgit Prinz (entre otros), la patinadora sobre hielo Katarina Witt, al ciclista Jan Ullrich, a los tenistas Boris Becker y Steffi Graf, la gimnasta Carmen Rischer, al remero Andreas Dittmer, los atletas Dieter Baumann, Steffi Nerius, Marita Koch y Silke Möller, los triatletas Daniel Unger, Normann Stadler y Faris Al-Sultan, el jinete Reiner Klimke, el golfista Bernhard Langer, la voleibolista Christiane Fürst, los nadadores Kristin Otto, Britta Steffen, Michael Gross, Thomas Lurz y Paul Biedermann, la kayakista, Birgit Fischer, el jugador de tenis de mesa Timo Boll, los esquiadores Maria Riesch, Ronny Ackermann y Martin Schmitt, el motociclista Anton Mang, el piloto de rally Walter Röhrl, a los jugadores de vóley playa Sara Goller y Jonas Reckermann, el artista marcial mixto Dennis Siver, el yudoca Udo Quellmalz, al jugador de baloncesto Dirk Nowitzki o el boxeador Max Schmeling.
Alemania ha sido sede de numerosas competiciones deportivas internacionales, entre ellas los Juegos Olímpicos de 1936 y 1972, la Copa Mundial de Fútbol de 1974 y 2006, la Copa Mundial Femenina de Fútbol de 2011, el Campeonato Mundial de Hockey sobre Hielo de 1936, 1993, 2001 y 2010, seis ediciones del Campeonato Mundial de Balonmano, el Campeonato Mundial de Esquí Alpino de 2011, los Juegos Ecuestres Mundiales de 2006, el Campeonato Mundial de Polo de 1989, el Gran Premio de Alemania de Fórmula 1, Gran Premio de Alemania del Campeonato Mundial de Motociclismo, los 1000 km de Nürburgring del Campeonato Mundial de Resistencia, el Rally de Alemania del Campeonato Mundial de Rally, el Abierto Internacional BMW del European Tour, el Masters de Hamburgo del ATP World Tour, y la Maratón de Berlín. Por su parte, varios campeonatos nacionales tiene gran prestigio internacional, tales como la Bundesliga de Alemania de fútbol y la Bundesliga de Alemania de balonmano.

## Alemania en los Juegos Olímpicos

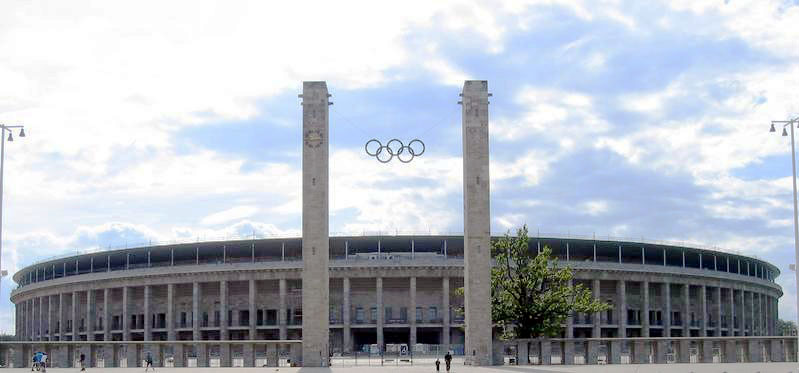
Foto del Estadio Olímpico de Berlín.

Hasta el año 2010, Alemania ha ganado 1618 Medallas siendo el país más poderoso deportivamente hablando solo después de Estados Unidos, de las cuales 528 son de oro, 542 son de plata y 548 son de bronce, como se muestra en el Medallero de los Juegos Olímpicos. Aunque en el mismo aparece unificado, se desglosa en cuatro códigos, a pesar de que tan solo Alemania Oriental ha participado como un equipo separado del que representa a Alemania.
Por otro lado, en el mismo recuento, pero de los Juegos Olímpicos de Invierno, hasta 2002, Alemania, Alemania Occidental y Alemania Oriental, están cuarta, séptima y decimoquinta respectivamente (todas las medallas juntas pondrían a Alemania en primer lugar).
Alemania obtuvo el primer puesto en los Juegos Olímpicos de Verano de 1936, el segundo en 1904 y 1928, y el tercero en 1896, 1992 y 1996. En los Juegos de Invierno, Alemania fue primera en 1992, 1998 y 2002, segunda en 1936, 1960, 2002 y 2010, y tercera en 1994. Alemania Occidental resultó tercera en los Juegos de Verano de 1984, en tanto que Alemania Oriental acabó primera en los Juegos de Invierno de 1984 y segunda en 1976,1980 y 1988.
Alemania se ha destacado especialmente en atletismo, canotaje, equitación, hockey sobre hierba, natación y remo en verano, y en biatlón, bobsled y luge en invierno.
Alemania fue sede de los Juegos Olímpicos de verano en dos ocasiones: la primera en Berlín en los Juegos Olímpicos de 1936, liderando el Medallero General de aquel año y la segunda en los Juegos Olímpicos de 1972 en Múnich dividido en dos naciones. También fue sede de los Juegos Olímpicos de invierno solamente en 1936, realizado en los pueblos gemelos de Baviera de Garmisch y Partenkirchen.
Alemania ganó la mayoría de las medallas de oro y el total de medallas durante los Juegos Olímpicos de Invierno de Turín como ya ocurriera en los dos anteriores Juegos Olímpicos de Invierno en Nagano 1998 y Salt Lake City 2002.
El equipo olímpico juvenil alemán logró liderar el medallero general en los primeros Juegos Olímpicos de la Juventud de Invierno 2012, consolidando su prestigio como gran potencia en los deportes de invierno.

## Alemania en los Juegos Mundiales
Los Juegos Mundiales, son deportes que no participan en los Juegos Olímpicos. Alemania ha obtenido 323 medallas siendo 107 de oro, ubicándose en el tercer puesto, además fue anfitrión en dos oportunidades en (Karlsruhe)1989 y (Duisburgo) 2005.

## Alemania en los Juegos Olímpicos de la Juventud
En los primeros juegos de la juventud, realizados en Singapur en 2010, Alemania ocupó el décimo puesto con 22 medallas, siendo 4 medallas de oro.
Recientemente en los primeros juegos de invierno de la juventud, realizados en Innsbruck, Austria, Alemania ocupó el primer puesto en el medallero general con diecisiete medallas, siendo ocho medallas de oro.

## Deportes

### Artes marciales mixtas
Las artes marciales mixtas (MMA) son un deporte de reciente practica en Alemania. Entre los exponentes más destacados de las MMA alemanas están Dennis Siver, Peter Sobotta, Nick Hein y Sheila Gaff, quienes han competido para grandes promociones extranjeras, como UFC o KSW.
Respect Fighting Championship, que llegó a ser considerada como la más grande organización europea a inicios de la década de 2010, y la German MMA Championship, son las principales promociones de MMA en el país.

### Atletismo

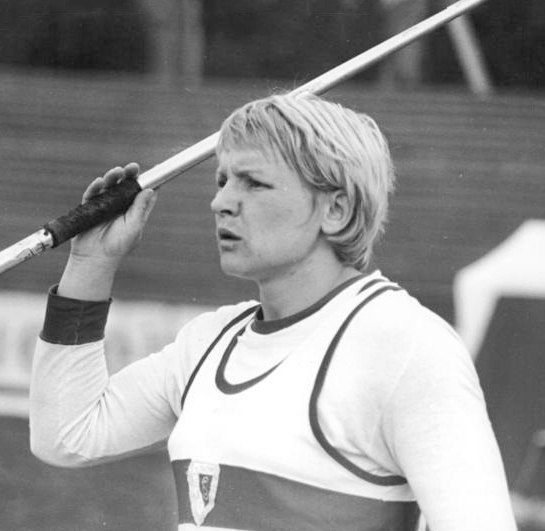
Ruth Fuchs, Es considerada como la mejor lanzadora de jabalina de todos los tiempos, y es la única que ha ganado dos oros olímpicos en esta especialidad. Además fue dos veces campeona de Europa (en Roma 1974 y Praga 1978) y batió seis veces el récord mundial.

El Atletismo en Alemania es regulado por la Asociación Alemana de Atletismo, que participa en las distintos torneos organizados por la Asociación Internacional de Federaciones de Atletismo (IAAF), Comité Olímpico Internacional (COI) y la Asociación Europea de Atletismo (EAA).
Alemania ganó el Campeonato Europeo de Atletismo por Equipos que se disputó en Leiría, Portugal en 2009 por delante de Rusia y Gran Bretaña en la general.
La Liga de Diamante (IAAF Diamond League) que se celebra anualmente, donde por primera vez que dos alemanes ganaron la general, siendo el atleta Matthias de Zordo en la modalidad del lanzamiento de jabalina y la atleta Silke Spiegelburg en salto con pértiga.
Alemania es una nación que ha obtenido grandes logros en esta disciplina y varios récords del mundo, liderando ampliamente en el medallero histórico del Campeonato Europeo de Atletismo y Campeonato Europeo de Atletismo en Pista Cubierta. Ahora en el Campeonato Mundial de Atletismo, Alemania se ubica tercera por detrás de Rusia y de los Estados Unidos lo mismo ocurre en el Campeonato Mundial de Atletismo en Pista Cubierta, también es el país que ha ganado más ediciones en la Copa del Mundo de Atletismo por Equipos.
Es difícil destacar a un solo atleta entre todos los que han obtenido grandes resultados para Alemania en la historia del atletismo mundial:

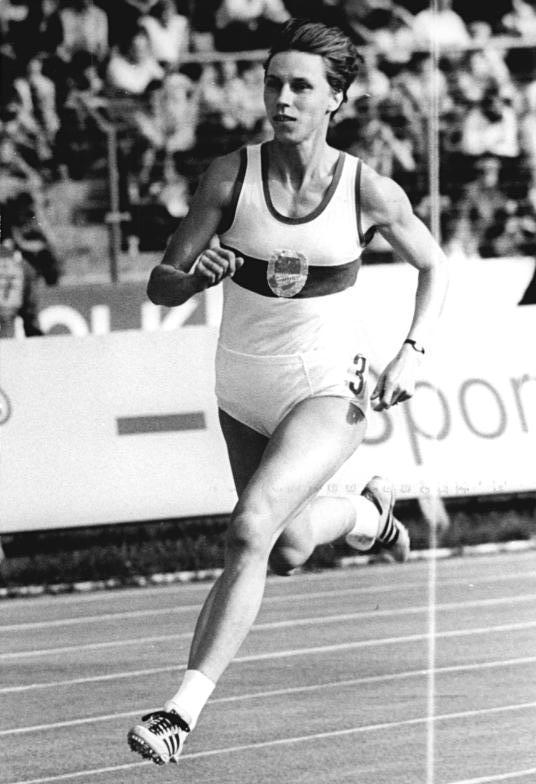
Marita Koch (1984), Leyenda del atletismo mundial que actualmente ostenta el récord mundial en prueba de velocidad con una marca de 47,60 conseguida en 1985 en Camberra - Australia.

- Ulrike Meyfarth, considerada como la mejor saltadora de todos los tiempos junto a la búlgara Stefka Kostadinova.
- Dieter Baumann, campeón olímpico en Barcelona 1992.
- Heike Drechsler, doble campeona olímpica en salto de longitud.
- Lars Riedel, oro olímpico en Atlanta 1996 y cinco veces campeón mundial.
- Astrid Kumbernuss, oro olímpico en Atlanta 1996 y tres veces campeona mundial.
- Heike Henkel, oro olímpico en Barcelona 1992.
- Jürgen Schult, campeón olímpico y mundial.
- Sigrun Wodars, campeona olímpica y mundial.
- Martina Hellmann, campeona olímpica en Seúl y doble campeona mundial.
- Rolf Danneberg, campeón olímpico y también bronce cuatro años después.
- Ulrike Meyfarth, doble campeona olímpica.
- Waldemar Cierpinski, doble campeón olímpico.
- Hartwig Gauder, campeón olímpico, mundial y europeo en los 50 kilómetros marcha.
- Bärbel Wöckel, ganadora de cuatro oros olímpicos.
- Marita Koch, ganadora de un oro olímpico y tres mundiales.
- Evelin Jahl, doble campeona olímpica.
- Renate Stecher, tres oros olímpicos, dos platas y un bronce.
- Christoph Höhne, campeón olímpico, tres veces campeón del mundo y dos de Europa.
- Ingrid Becker, dos veces campeona olímpica.
- Armin Hary, dos veces oro olímpico y dos veces oro europeo.

### Automovilismo

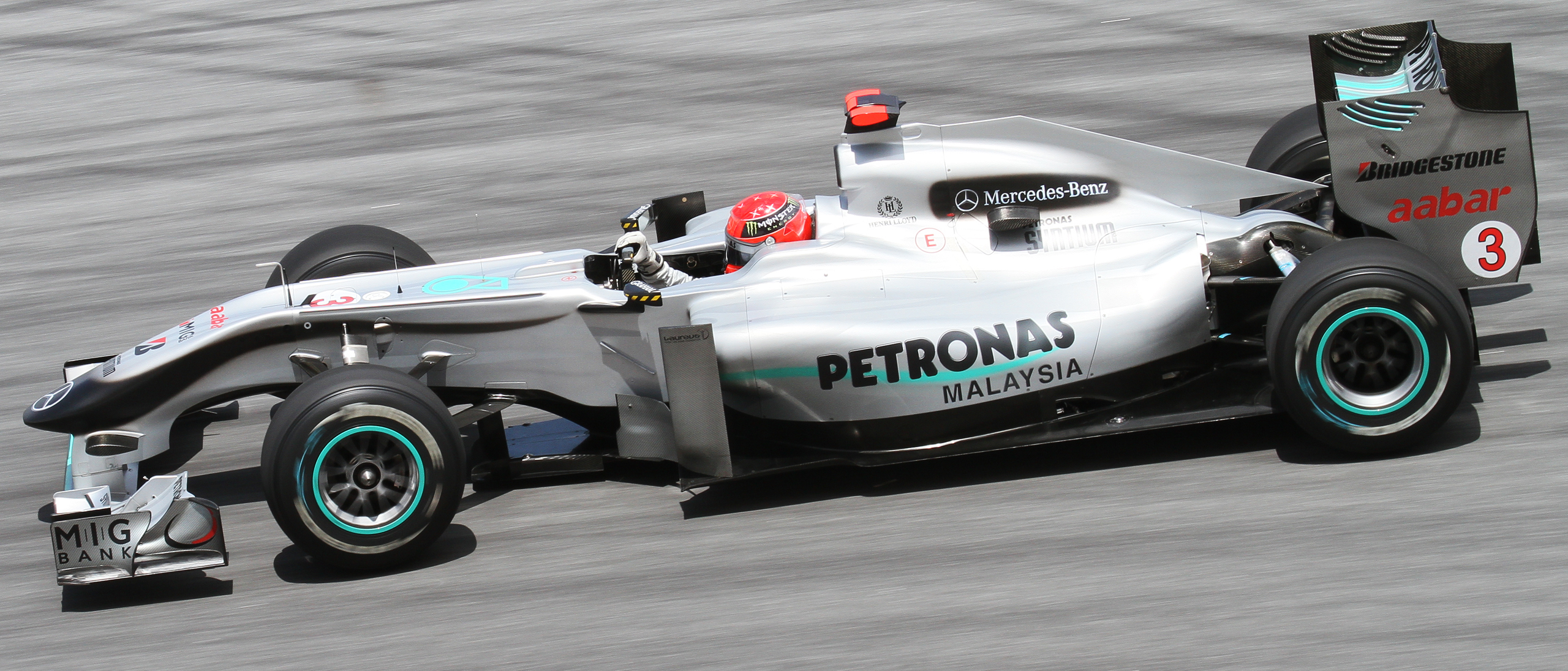
Michael Schumacher en su regreso a las carreras en el equipo alemán "Mercedes MGP W01", durante el GP de Malasia de 2010.

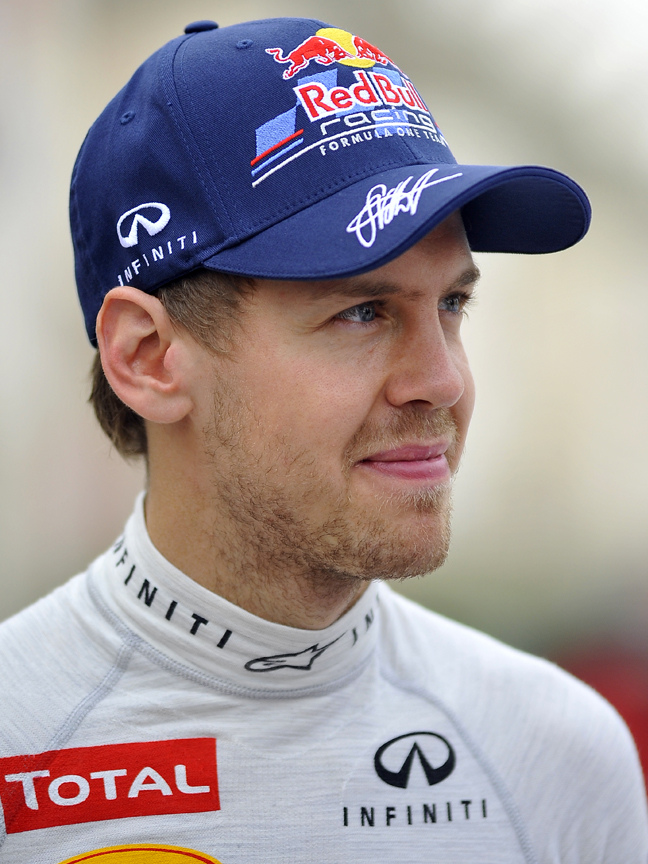
Sebastian Vettel, campeón de la Fórmula 1 de 2010, convirtiéndose en el piloto más joven de la historia en ser Campeón del Mundo.

Alemania es una de las naciones principales en automovilismo a nivel mundial, tanto a nivel de pilotos, automóviles y equipos como de carreras.
El piloto de Fórmula 1 más exitoso en la historia es el alemán Michael Schumacher, que batió los récords de títulos (siete), victorias (91) y podios (155). En 2005 se convirtió en el primer deportista billonario a nivel mundial, de acuerdo a la revista Eurobusiness.
En 2010 el piloto alemán Sebastian Vettel se alzó con el campeonato de Fórmula 1 de 2010, convirtiéndose en el piloto más joven de la historia en ser Campeón del Mundo. siendo el piloto más joven en lograr puntuar en la categoría, en su primera carrera, el más joven en liderar un Gran Premio, el Gran Premio de Japón de 2007, y el más joven en conseguir la pole position, un podio y una victoria en un Gran Premio, récords que logró en el Gran Premio de Italia de 2008.
Otros pilotos de Fórmula 1 importantes han sido Heinz-Harald Frentzen, Nico Rosberg, Wolfgang von Trips y el hermano de Michael, Ralf Schumacher. En cuanto a sport prototipos, se han destacado Klaus Ludwig, Jochen Mass, Rolf Stommelen, Stefan Bellof, Hans-Joachim Stuck, Frank Biela, Marco Werner, André Lotterer y Mike Rockenfeller.
El Deutsche Tourenwagen Masters o DTM es una competición de turismos basado en Alemania pero que compite en toda Europa. Otros campeonatos de automovilismo de Alemania fueron el Deutsche Rennsport Meisterschaft y el Campeonato Alemán de Superturismos. En dicha disciplina se han destacado Hans Heyer, Manfred Winkelhock, Bernd Schneider, Klaus Ludwig, Manuel Reuter y Martin Tomczyk.
Dicho país también ha sido representado a nivel de escuderías en la Fórmula 1 por Mercedes, y a nivel de marcas en sport prototipos, gran turismos y rally por Audi, BMW, Mercedes-Benz, Porsche y Volkswagen entre otros. Porsche ha ganado dieciséis veces las 24 Horas de Le Mans, más que cualquier otro constructor en la historia, y Audi once veces.
Los circuitos más famosos de Alemania han sido Hockenheimring, Nürburgring y AVUS, que han albergado el Gran Premio de Alemania, los 1000 km de Nürburgring y las 24 Horas de Nürburgring. 
En rally destaca Walter Röhrl único piloto alemán que ha sido campeón del mundo de rally (1980 y 1982), Armin Schwarz que fue el segundo piloto en ganar una prueba en dicha categoría, y Jutta Kleinschmidt que ganó el Rally Dakar. La prueba más destacable es el Rally de Alemania, puntuable para el Campeonato Mundial de Rally desde 2002.
Entre los éxitos a nivel de selecciones, cabe destacar el A1 Grand Prix en la temporada de 2006/07. En lo que respecta Carrera de Campeones por países, los pilotos de Fórmula 1 Michael Schumacher y Sebastián Vettel se proclamaron campeones en 2007, 2008, 2009, 2010 y 2011.

### Baloncesto

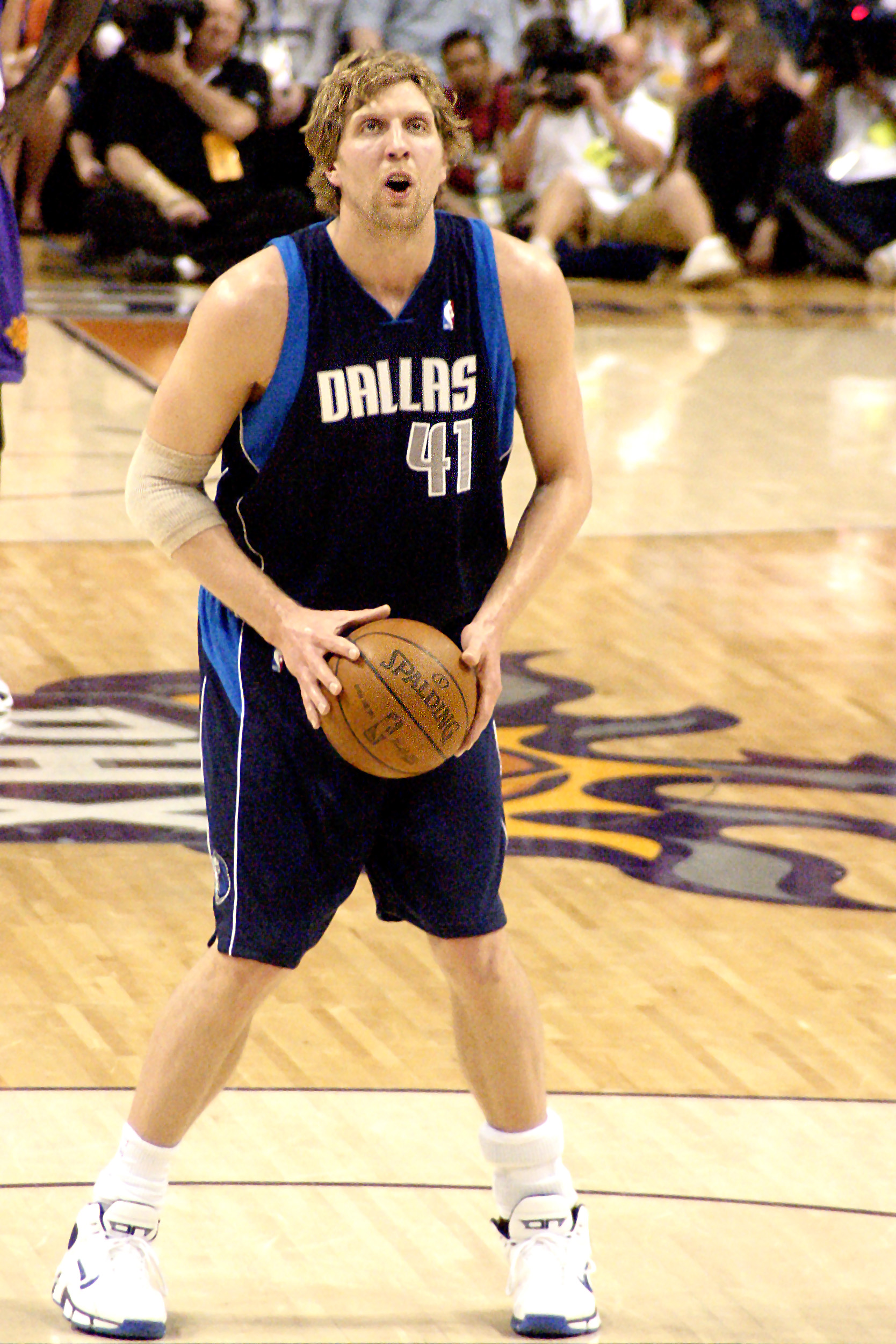
Dirk Nowitzki, campeón del concurso de triples en el All-Star Weekend de la NBA 2006.

La historia del baloncesto en Alemania empieza con los años 50. Primero apareció en el panorama europeo del baloncesto en el Eurobasket de 1951 jugado en París, en donde acabaron duodécimos entre 18 equipos. Alemania ganó el campeonato europeo de 1993 y también fue elegido "equipo del año" por la prensa alemana. Esto causó de nuevo entusiasmo en los fanáticos del país, pero disminuyó gradualmente debido a la carencia de la infraestructura y del profesionalismo en que aquellos tiempos.
Todo cambio con las obteciones de un subcampeonato en 2005 y un tercer puesto en el Campeonato Mundial de Baloncesto de 2002. y con la estrella de la NBA, Dirk Nowitzki que fue nombrado en 2007 como MVP de la temporada regular, además de serlo también en el Campeonato Mundial de 2002 y del Eurobasket de 2005, que lidera la selección alemana a conseguir su tan ansiado título mundial que les falta conseguir.
- Otros jugadores relevantes han sido: Detlef Schrempf, Patrick Femerling, Uwe Blab, Christian Welp o Ademola Okulaja.

#### A nivel clubes
Se destaca el ALBA Berlín que juega en la Basketball Bundesliga, siendo uno de los clubes más importantes del baloncesto germano de los últimos años siendo el primer equipo alemán en lograr un título continental, más concretamente la Copa Korac de 1995. También accedió a disputar la final de la Eurocup de 2010, el alba Berlín cayo frente al equipo español Power Electronics Valencia.

#### Otros clubes
- BG Göttingen campeón de la Eurocopa de la FIBA de 2010 derrotando al club ruso Krasnye Krylya Samara.
- BTV Wuppertal campeón de la Euroliga Femenina de 1996.
- Mitteldeutscher B.C. campeón de la Eurocopa del Desafío, 2003-2004.

### Balonmano

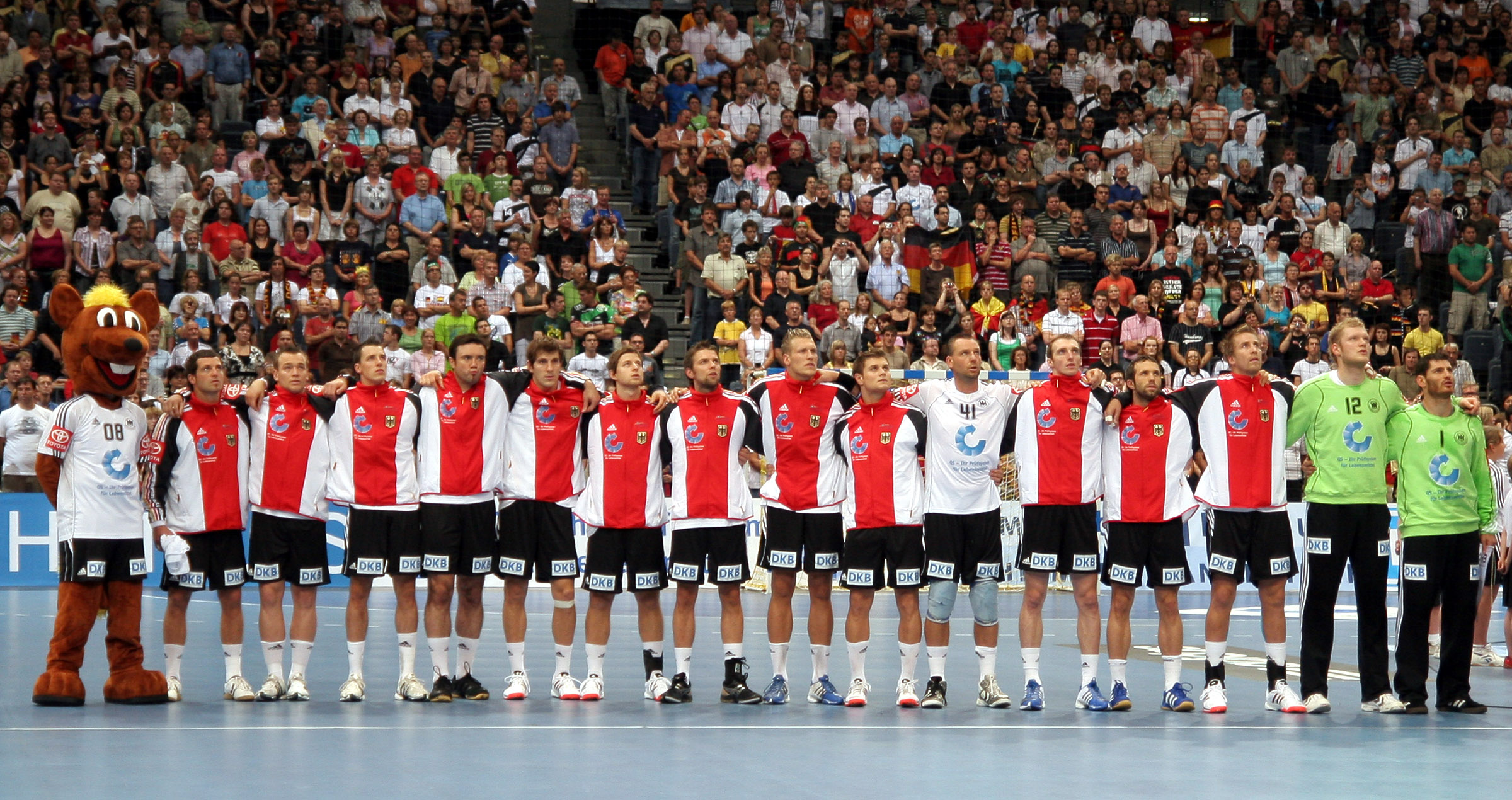
Equipo alemán en el año 2008.

Alemania es una potencia mundial en Balonmano siendo después de Suecia la selección con más medallas en el Campeonato Mundial de Balonmano con 10, tres de ellas de oro en los mundiales de 1938, 1978 y el reciente de 2007 que fue celebrado en la propia Alemania en su vigésima edición. En Europa solo ha podido ganar en una ocasión, obteniendo también una medalla de plata y otra de bronce, debido también a que el torneo comenzó a jugarse en 1994. En los Juegos Olímpicos fueron campeones en dos ocasiones, la primera en su primera edición en Berlín y la última en 1980 donde ganaron como Alemania del Este.
En categoría femenina hay que destacar la consecución de 4 oros en el Campeonato Mundial de Balonmano Femenino que las hacen la principal potencia mundial después de Rusia con 6 oros mundiales aunque ese dominio nunca se ha hecho patente en los Juegos Olímpicos donde lo más lejos que han llegado es la plata y el bronce que consiguieron en 1976 y 1980 respectivamente como Alemania del Este.
En el año 1984 Alemania del este, obtuvo la medalla de oro en los Juegos de la Amistad, organizados por los países que no participaron en los Juegos Olímpicos de Los Ángeles.
A nivel de clubes los grandes dominadores nacionales han sido el THW Kiel con 13 títulos de liga y 4 de copa, el VfL Gummersbach con 12 títulos de liga y 5 de copa, el Frisch Auf! Göppingen con 9 títulos de liga, el TV Grosswallstadt con 6 títulos de liga y 4 de copa o el TBV Lemgo ganador de 2 títulos de liga y 3 de copa.
En competiciones europeas de clubes el dominio ha sido casi absoluto por parte de los clubes de Alemania y de España que han ganado 14 y 11 títulos respectivamente en la Copa de Europa de Balonmano además de ganar numerosos títulos europeos en otras competiciones:

#### A nivel clubes
- VFL Gummersbach: cinco veces campeón de Europa, dos veces de la Recopa y una de la Copa EHF.
- SC Magdeburg tres veces campeón de Europa, tres veces de la Copa EHF y dos veces de la Supercopa de Europa.
- FA Frischauf Göppingen dos veces campeón de Europa.
- TV Grosswallstadt dos veces campeón de Europa y una vez de la Copa EHF.
- ASK Vorwärts Frankfurt (Oder) una vez campeón de Europa.
- THW Kiel tres veces campeón de Europa, tres veces de la Copa EHF, una de la Supercopa de Europa y una vez campeón mundial de clubes.
- SG Flensburg-Handewitt una vez campeón de la Copa EHF y de la Recopa de Europa.

Los otros campeones de la Copa EHF, SG Wallau Massenheim, TBV Lemgo, TURU Düsseldorf y TUSEM Essen y los campeones de la Recopa de Europa de Balonmano, TuS Nettelstedt, HC Empor Rostock, TSV Milbertshofen y HSV Hamburg.

### Boxeo

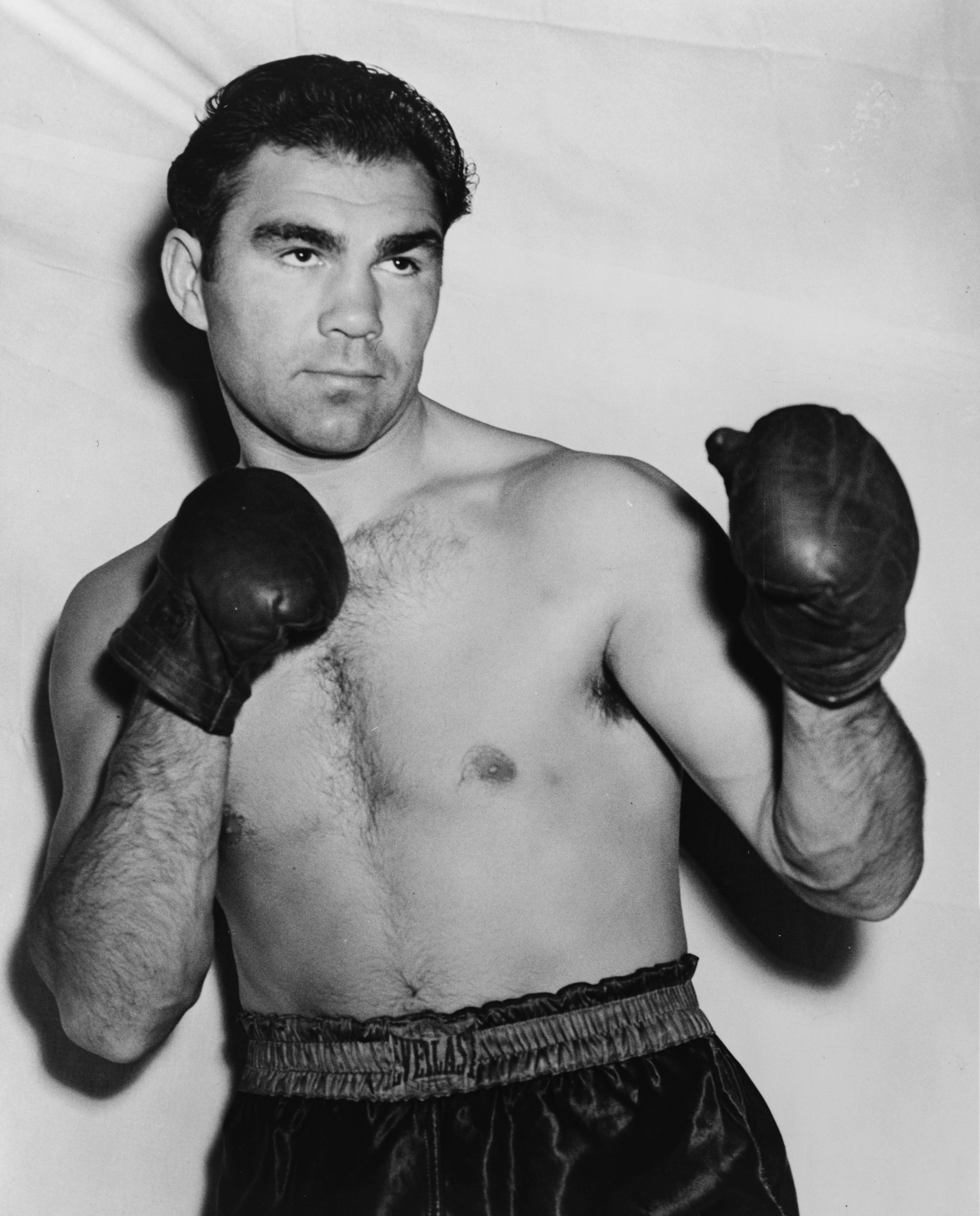
Max Schmeling considerado como uno de los más grandes pesos pesados de todos los tiempos.

El exponente más representativo de este deporte es sin ninguna duda Max Schmeling que en 1921 se proclamó campeón de Alemania para poco a poco llegar a ser proclamado campeón del mundo de los pesos pesados después de derrotar a uno de los boxeadores más legendarios de la historia, Joe Louis al cual derrota por K.O. en el 12.º asalto en combate celebrado en los Estados Unidos. La revancha fue uno de los combates más recordados en la historia del boxeo debido a la propaganda que de él se hizo por la rivalidad entre los nazis y los americanos. Así pues en 1938 se produce la revancha en Alemania donde Schmeling no pudo hacer nada y perdió ante su afición el título del mundo.
Destacan también otros boxeadores como:
- Henry Maske, ganador en el Campeonato Mundial de Boxeo Aficionado de 1989.
- Marco Rudolph y Torsten May, ganadores en el Campeonato Mundial de Boxeo Aficionado de 1991.
- Zoltan Lunka, ganadores en el Campeonato Mundial de Boxeo Aficionado de 1995.

Actualmente se celebran frecuentemente veladas boxísticas en todo el país siendo un referente en todo el mundo debido a la cantidad de títulos del mundo que se celebran en ellas.
Además de estos boxeadores, el país ha dado algún que otro gran campeón mundial, como Felix Sturm, Axel Schulz, Arthur Abraham, Graciano Rocchigiani, Markus Beyer o Dariusz Michalczewski.

### Ciclismo

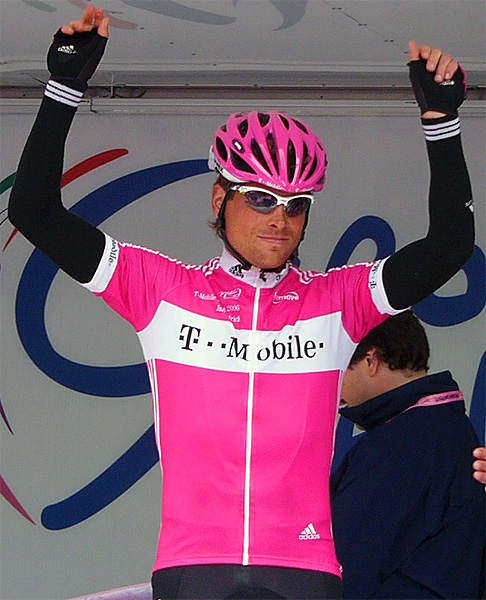
Jan Ullrich Ciclista alemán. Ganador del Tour de Francia de 1997, campeón olímpico en 2000 y campeón del mundo contrarreloj en 2001

El ciclismo es un deporte muy profesionalizado en Alemania. En el UCI Pro Tour ha participado varios equipos alemanes: el Gerolsteiner (1998-2008) que tuvo en su plantilla a importantes corredores como el italiano Davide Rebellin o los alemanes Stefan Schumacher y Robert Förster; el T-Mobile (1991-2007) que contócon los alemanes Erik Zabel, Jan Ullrich, Jens Heppner y Andreas Klöden, el danés Bjarne Riis y el kazajo Aleksandr Vinokúrov; y el Team Giant-Alpecin (2015), que integran los alemanes John Degenkolb y Marcel Kittel y Simon Geschke, y el neerlanddés Tom Dumoulin.
Uno de los mejores ciclistas de los tiempos recientes Jan Ullrich, quien ganó el Tour de Francia en 1997, consiguió cinco segundos puestos (1996, 1998, 2000, 2001, 2003), un tercer puesto (2005) y un cuarto puesto (2004). También ganó la Vuelta a España de 1999 y fue campeón del mundo en CRI dos veces y medalla de oro en ruta y de plata en crono en los Juegos Olímpicos de Sídney 2000.
Alemania con cinco medallas de oro, tres de plata y una de bronce se coronó hoy campeón de la II etapa de la Copa Mundo de Ciclismo de Pista de 2011 que se disputó en Cali, fue además el único país que logró imponer un nuevo récord mundial en la velocidad por equipos masculino con equipo formado por Maximilian Levi, Rene Enders y Stefan Nimke, durante las pruebas de clasificación, con un tiempo de 42.914.
También destacan los ganadores de la Vuelta Ciclista a España Rudi Altig y Rolf Wolfshohl, los ganadores en el campeonato del mundo Heinz Müller y Rudi Altig y otros como Erik Zabel o Andreas Klöden. En la modalidad de pista podemos citar a Robert Bartko ganador de dos oros olímpicos y en la de ciclocrós a Hanka Kupfernagel ganadora 4 veces del título mundial, Gerald Ciolek campeón de Alemania de 2005 y campeón del mundo Sub-23 en ruta.
En el Campeonato Mundial de Ciclismo en Ruta de 2011, la promesa alemana Tony Martin conquistó la Contrarreloj en dicha competencia al igual que alemana Judith Arndt.
Además se celebran dos pruebas del UCI Pro Tour en Alemania, la Vuelta a Alemania y la Vattenfall Cyclassics las dos en septiembre y el ProRace Berlín. Por otra parte, Alemania ha albergado la partida del Tour de Francia de 1965, 1980 y 1987, en los tres casos en Alemania Occidental.
En lo que respecta en los Mundiales de Ciclismo en Pista, Alemania posee 87 medallas siendo 20 de oro superando a Italia.
En lo que se refiere a ciclismo de montaña, Alemania ostenta 18 medallas en el Campeonato Mundial de Ciclismo de Montaña.

### Esquí

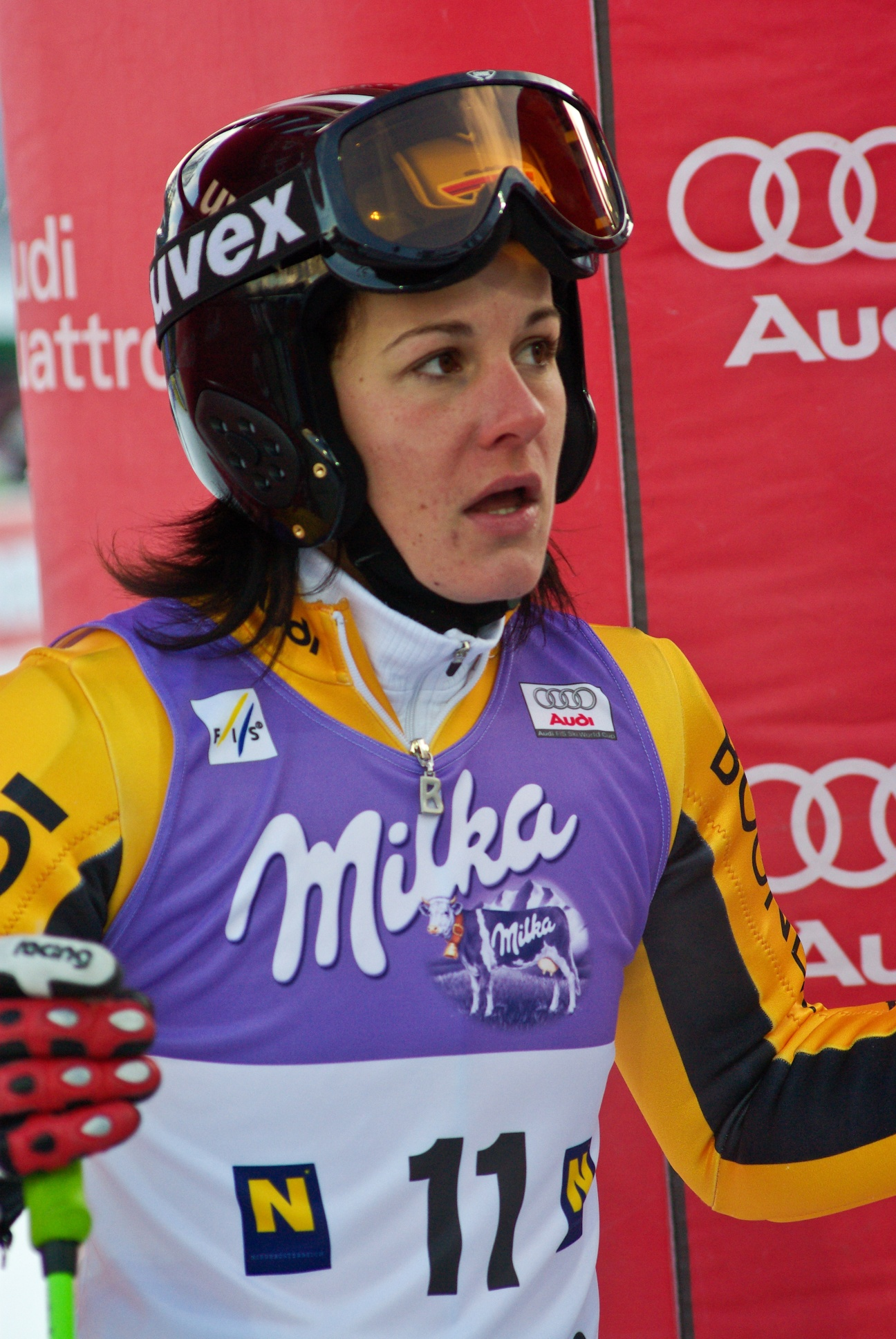
Kathrin Hölzl, triunfadora en la última edición del Mundial de Esquí de 2009.

El esquí que representa la Federación alemana de esquí (DSV), Federación Alemana de Esquí Acuático y Wakeboard y Asociación Alemana de Guías de Montaña y Esquí, es uno de los principales países en este deporte con numerosos títulos en todas sus modalidades tanto en el Campeonato Mundial de Esquí Nórdico, Campeonato Mundial de Esquí Alpino y Campeonato Mundial de Esquí Acrobático todas organizadas por la Federación Internacional de Esquí (FIS), además es preciso destacar algunas de sus tantas exitosas esquiadoras alemanas de su historia:
- Maria Riesch, ha ganado dos medallas de Oro Olímpicas (2 Medallas en total), un Campeonato del Mundo (tres Medallas en total), una General de la Copa del Mundo (y cuatro Copas del Mundo en diferentes disciplinas) y veinte victorias en la Copa del Mundo de Esquí Alpino (con un total de 58 podiums).
- Kathrin Hölzl, campeona en la última edición del Campeonato Mundial de Esquí Alpino de 2009.
- Axel Teichmann, una vez campeón en el Campeonato Mundial de Esquí Nórdico de 2007.
- Ronny Ackermann, dos veces campeón en el Campeonato Mundial de Esquí Nórdico de 2005 y una vez campeón en el Campeonato Mundial de Esquí Nórdico de 2003.
- Sandra Schmitt, una vez campeona en el Campeonato Mundial de Esquí Acrobático de 1999.

- Martina Ertl, una vez campeona Campeonato Mundial de Esquí Alpino de 2001.

- Axel Teichmann, una vez campeón en el Campeonato Mundial de Esquí Nórdico de 2003.

- Markus Wesmeier, doble campeón en los Juegos Olímpicos de Lillehammer 1994.

- Katja Seizinger, doble campeona en los Juegos Olímpicos de Nagano 1998.

### Fútbol

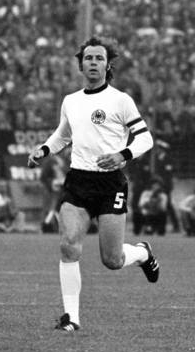
Franz Beckenbauer fue capitán de la Selección alemana donde ganó todo con la selección Alemana.

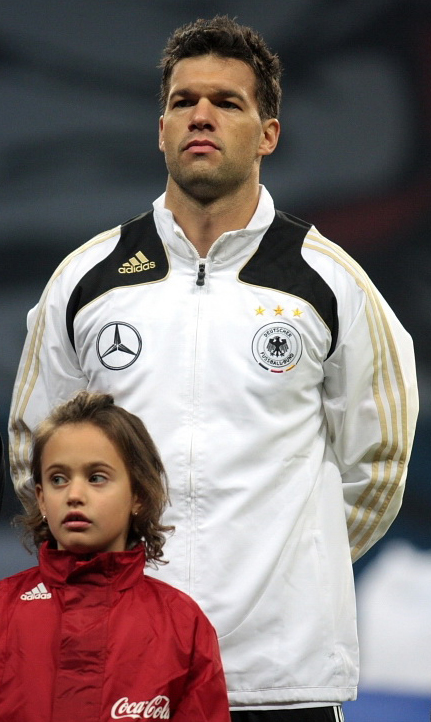
Michael Ballack con la selección alemana en 2009.

La Federación Alemana de Fútbol que es una de las tradicionales potencias futbolísticas del Mundo que ha ganado en cuatro ocasiones la Copa mundial de la FIFA: En 1954, 1974, 1990 y 2014. Además se puede considerar como una de las de mejor rendimiento (sino la más regular) llegando en 13 ocasiones a lo menos a semifinales, y la que más finales ha jugado (8). También ganó el Campeonato Europeo de Fútbol en 1972 y 1980 como Alemania Federal y en 1996 como Alemania Unificada. En juveniles, la selección Sub-20 se consagró campeón en la Copa Mundial de Fútbol Juvenil de 1981.
Gerd Müller es el mayor goleador del equipo nacional con 68 goles, pero su fama es a veces eclipsada por Franz Beckenbauer que era el gran capitán del Bayern Múnich y de la Selección Alemana. También fue sede de la Copa Mundial de Fútbol de 1974 y la Copa Mundial de Fútbol de 2006, en la que quedaron en un meritorio tercer lugar.
A nivel de clubes, la primera división del fútbol alemán es conocida como la Bundesliga, tiene la segunda mayor asistencia de fanáticos de cualquier otra liga de un deporte profesional en todo el mundo (el primer puesto en este ranking lo ostenta la NFL). Desde el año 2005 la Bundesliga está quinto en los rankings de la UEFA, que están basados en las actuaciones de los clubes durante la UEFA Champions League y la Copa de la UEFA. 
El Bayern Múnich (en alemán, Bayern München) es el equipo más laureado del fútbol alemán con 21 campeonatos nacionales, 14 copas de Alemania y uno de los más grandes a nivel mundial con cinco títulos de campeones de Europa, tres Copas Mundiales de Clubes, una copa de la UEFA en una ocasión la Recopa de Europa y una Supercopa de Europa. Cabe destacar también los títulos europeos del Borussia Dortmund (Copa de Europa y Recopa), siendo campeón de la Copa Intercontinental 1997, Hamburger SV (Copa de Europa y Recopa), 1. FC Magdeburg (Recopa), Werder Bremen (Recopa), Borussia Mönchengladbach (Copa de la UEFA), Eintracht Frankfurt (Copa de la UEFA), Bayer Leverkusen (Copa de la UEFA) y Schalke 04 (Copa de la UEFA).
A nivel individual Alemania ha tenido 5 balones de oro que destacan al mejor jugador del año, estos han sido:
- Gerd Müller, que además de ser una vez balón de oro fue dos veces Bota de Oro y máximo goleador de un mundial, de una eurocopa y siete veces de la liga alemana.
- Franz Beckenbauer, dos veces ganador del galardón, nombrado mejor jugador alemán del siglo además de multitud de títulos como jugador y como entrenador.
- Karl-Heinz Rummenigge, dos veces ganador y ganador del onze de oro en otras dos ocasiones.
- Lothar Matthäus, ganador en 1990 y el jugador que más veces ha vestido la camiseta de Alemania con 150 internacionalidades.
- Matthias Sammer, ganador en 1996 después de ganar la Eurocopa con Alemania y la Copa de Europa con el Borussia Dortmund.

Sus últimos éxitos como selección, fueron a nivel juvenil siendo galardónado por la UEFA a las categorías inferiores): Por haber conquistado en un espacio de 35 días los trofeos en los campeonatos europeos de sub-21, sub-19 y sub-17 de manera consecutiva entre 2008 y 2009, aportando muchos jugadores talentosos al seleccionado mayor de Alemania para el Mundial de Sudáfrica 2010:
- Toni Kroos (elegido mejor jugador del Mundial sub-17 de Corea 2007), jugó el partido por las semifinales frente a España en el Mundial de Sudáfrica.
- Sami Khedira (fue capitán de la selección juvenil que ganó la Eurocopa Sub-21 de 2009) su debut con la selección absoluta tuvo lugar el 5 de septiembre de 2009 en un amistoso contra Sudáfrica.
- Mesut Özil (en la final del europeo sub-21, derrotaron contundentemente a la selección inglesa por un 4-0. Özil dio dos asistencias y marcó un gol, gracias a lo cual fue elegido mejor jugador del partido), en el Mundial de Sudáfrica, frente a la Argentina en cuartos de final, dio a Klose la asistencia del segundo gol (Alemania ganó por 4 a 0). La FIFA lo incluyó en la lista de 10 candidatos para llevarse el Balón de Oro del mundial.
- Thomas Müller (volvió al seleccionado sub-21 para ayudarles en las clasificatorias de la Eurocopa Sub-21 de 2011), por su gran rendimiento en la Copa Mundial de Fútbol de 2010, se le otorgó la Bota de Oro (ya que a igualdad de goles, se define por cantidad de asistencias) y el premio al Mejor jugador joven de la competencia.

#### Palmarés de la selección alemana
Selección Absoluta
- Copa Mundial de Fútbol (4):1954, 1974, 1990 y 2014
- Eurocopa (3): 1972, 1980 y 1996

Torneos Amistosos
- Copa USA (1): 1993

Selección Olímpica
- Juegos Olímpicos:
  -  Medalla de oro en 1976*
  -  Medalla de plata en 1980*
  -  Medalla de bronce en 1964*, 1972* y 1988.

(*) (Los torneos de 1976, 1980, 1964 y 1988, los ganó la selección de Alemania del Este).
Selección Amateur
- Copa de la UEFA Amateur (1): 1974.

Selección Sub-21
- Eurocopa Sub-21 (1): 2009.

Selección Sub-20 (Sub-19 en UEFA)
- Copa Mundial de Fútbol Juvenil (1): 1981
- Campeonato Europeo Juvenil (5): 1965*, 1970*, 1981, 1986* y 2008.

(*) (Los torneos de 1965, 1970 y 1986, los ganó la selección de Alemania del Este).
Selección Sub-17
- Copa Mundial de Fútbol Sub-17
  - Segundo Puesto (1): 1985.
  - Tercer Puesto (1): 2007.
- Campeonato Europeo Sub-17 (3): 1984, 1992 y 2009.

### Fútbol femenino

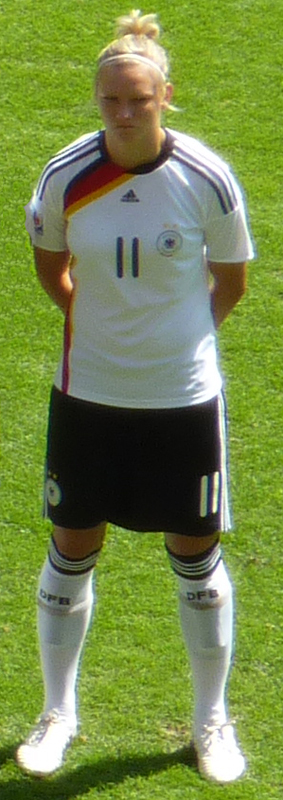
Alexandra Popp, premiada con el botín de oro con 10 goles en 6 partidos, habiendo marcado en cada uno de ellos y balón de oro en la Copa Mundial Femenina de Fútbol Sub-20 de 2010.

En Fútbol femenino ha sido dos veces consecutivas campeona del mundo, en los años 2003 y 2007. Es además 7 veces campeona de la Eurocopa Femenina todo un récord continental.
En 2008 la FIFA le designó ser sede de la Copa Mundial Femenina de Fútbol Sub-20 de 2010 y de la Copa Mundial Femenina de Fútbol de 2011.
Alemania albergara por primera vez la Copa Mundial Femenina de Fútbol de 2011 intentando conseguir el tricampeonato mundial tras haber ganado en las ediciones de 2003 y 2007 respectivamente.
Grandes jugadoras tiene la poderosa selección alemana en toda su historia:
- Birgit Prinz: máxima figura del fútbol femenino que fue nombrada "Futbolista Femenina del Año" por la FIFA en 2003, 2004 y 2005. Además ha sido nombrada siete veces "Futbolista Alemana del Año" por la Federación Alemana de Fútbol (DFB). Ha sido dos veces campeona del mundo (2003 y 2007).
- Nadine Angerer: arquera de la selección absoluta de Alemania, que estableció un nuevo récord en el mundial de 2007. La arquera alemana con 540 minutos sin gol en contra, superó el récord del arquero italiano Walter Zenga, que mantuvo su puerta invicta durante 517 minutos consecutivos en la Copa Mundial de Fútbol de 1990.

#### Palmarés de la selección femenina alemana
Selección Mayor
- Copa Mundial Femenina de Fútbol (2): 2003 y 2007.
- Eurocopa Femenina (8) (récord): 1989, 1991, 1995, 1997, 2001, 2005, 2009 y 2013
- Copa de Algarve (2): 2006 y 2012.

Selección Sub-20
- Copa Mundial Femenina de Fútbol Sub-20 (2): 2004 y 2010.
- Campeonato Europeo Femenino Sub-19 de la UEFA (6) (récord): : 2000, 2001, 2002, 2006, 2007 y 2011

Selección Sub-17
- Campeonato Europeo Femenino Sub-17 de la UEFA (4) (récord): : 2008, 2009, 2012 y 2014

#### Palmarés en laLiga de Campeones de la UEFA femenina
Alemania es el país más ganador de la liga de campeones femenina de la UEFA con ocho títulos en su haber:
- 1. FFC Frankfurt: 3) (2001/02), (2005/06) y (2007/08).
- FFC Turbine Potsdam: (2) (2004/05) y (2009/10).
- VfL Wolfsburgo: (2) (2012/13) y (2013/14)
- FCR 2001 Duisburg: (1) (2008/09).

### Fútbol playa

#### Palmarés
- Euroliga de Fútbol Playa: Medalla de oro 1998.
- Mundialito de Futbol de Praia: Medalla de bronce 2012.

### Golf

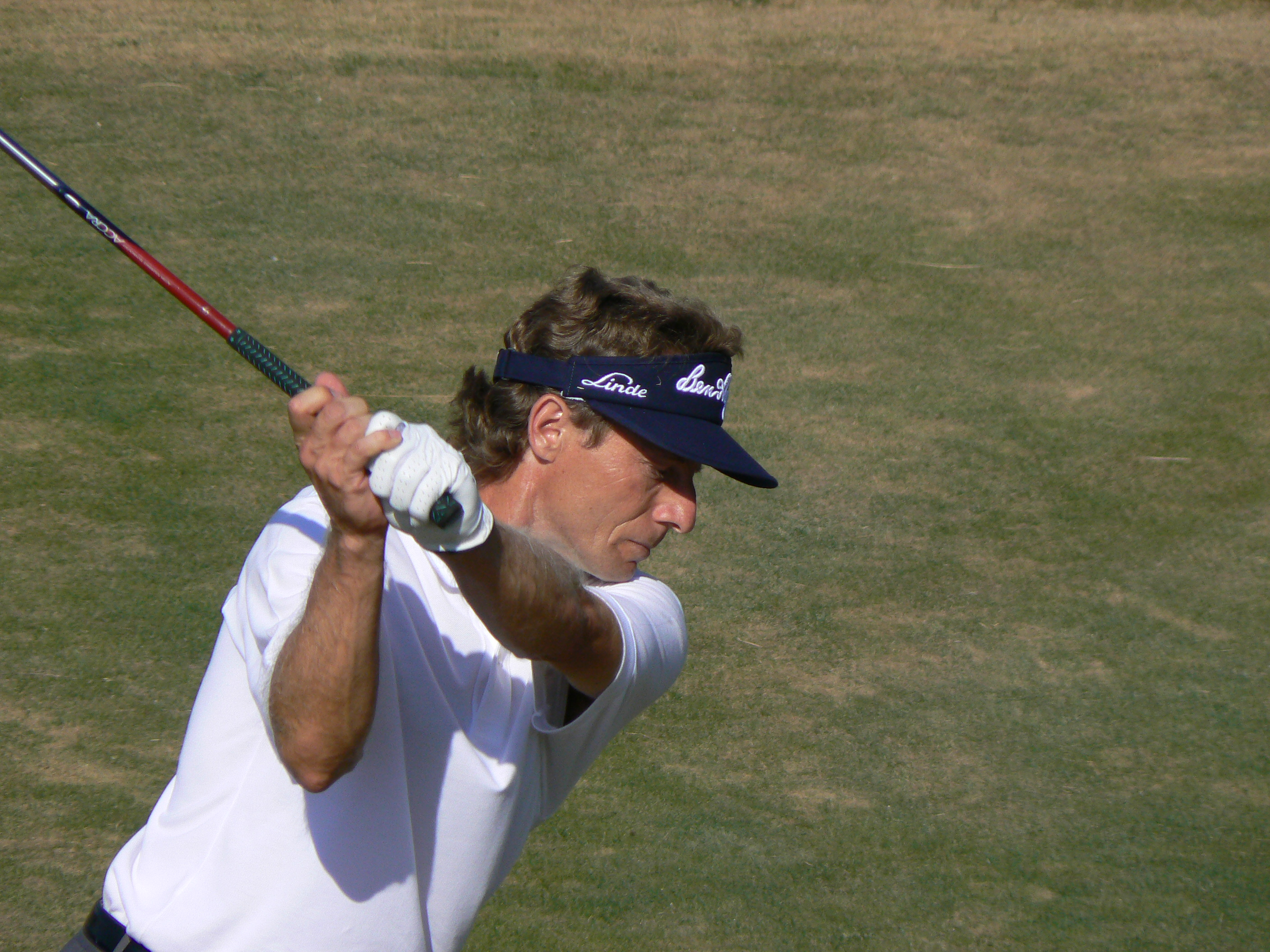
Bernhard Langer, uno de los grandes del golf mundial.

En la actualidad, los dos principales torneos de golf son el Abierto Internacional BMW y el Masters de Alemania. Anteriormente se disputban el Players Championship of Europe y el Abierto de Alemania de Golf. Bernhard Langer y Martin Kaymer son los dos golfistas más destacados en la historia de Alemania. Entre ambos han ganado cuatro torneos major y fueron número 1 de la clasificación mundial de golf.
Actualmente Bernhard Langer logró su segundo grande del Seniors Tour en dos semanas, ya que tras la victoria de la semana pasada en el Senior British Open de Carnoustie, esta fin de semana ha logrado imponerse en el US Senior Open siendo solo después de Tom Watson, que consigue llevarse dos grandes del Champions Tour seguidos todos en 2010.
En el año 2010, el golfista alemán Martin Kaymer obtuvo su primera victoria en un torneo major al ganar en ronda de desempate la 92.ª edición del Campeonato de la PGA. Esta victoria aseguró la participación de Kaymer en la competición por la Copa Ryder de 2010. Años después, en 2014, ganó su segundo major al ganar el US Open.
Alemania, también ha conseguido el triunfo por países en la Copa Mundial de Golf, con un total de dos títulos en los años 1990 y 2006.
Otros jugadores alemanes destacados son Alexander Cejka y Marcel Siem.

### Hockey sobre hierba
El hockey sobre hierba es otro deporte ampliamente practicado en Alemania, cosechando numerosas victorias a nivel mundial. La selección masculina de Hockey ostenta varios títulos en su haber como dos medallas de oro consecutivas en el Mundial de 2002 y Mundial de 2006. también es ampliamente dominador del Campeonato Europeo con once medallas entre los cuales siete son medallas de oro, y en el Champions Trophy conquistó nueve títulos en los años 1986, 1987, 1988, 1991, 1992, 1995, 1997, 2001 y 2007 liderando junto con Australia dicho torneo acentuando que son los vigentes campeones olímpicos. En el plano juvenil es el máximo triunfador de la Copa Mundial Junior de Hockey Sobre Hierba Masculino con 5 conquistas.
En la categoría femenina, también posee dos medallas de oro en el Mundial de 1976 y en el Mundial de 1981. En el Champions Trophy femenino ha conquistado un título en 2006, también ostenta una medalla de oro en los Juegos Olímpicos de Atenas 2004 y una medalla de oro en el Campeonato Europeo de 2007.

### Hockey sobre hielo
Otro deporte popular en Alemania es el Hockey sobre hielo. El país fue la principal base para la NFL Europa, y aunque no es muy popular en toda Alemania, sí lo es en Dusseldorf y Frankfurt, probablemente debido a los éxitos internacionales de los equipos de estas ciudades.

#### Palmarés Masculino
- Medalla de plata en el Campeonato Mundial de Hockey sobre Hielo de 1930.
- Medalla de oro en el Campeonato Europeo de Hockey sobre Hielo de 1930.
- Medalla de oro en el Campeonato Europeo de Hockey sobre Hielo de 1934.
- Medalla de bronce en el Campeonato Mundial de Hockey sobre Hielo de 1932 y 1934.
- Medalla de plata en el Campeonato Mundial de Hockey sobre Hielo de 1953.
- Medalla de bronce en los Juegos Olímpicos de Innsbruck 1976.
- Medalla de bronce en los Juegos Olímpicos de Lake Placid 1932.
- Medalla de oro en el LIHG Championships de 1912.
- Medalla de oro en el LIHG Championships de 1913.
- Medalla de plata en el LIHG Championships de 1914.

#### Palmarés Femenino
- Medalla de bronce en el Campeonato de Europa Femenino de 1989.

### Hockey sobre patines
El Hockey sobre patines que está representado por la Federación Alemana de Patinaje, muchos de los países europeos que hoy en día cuentan con hockey patines femenino
comenzaron sus andadas en los 80 y principios de los 90.
Alemania fue, en este sentido, el primer país en contar con un campeonato nacional femenino oficial (1985/86). Fue un campeonato creado y organizado por Klaus Johannson desde el club SCC Eldagsen. También él, desde este mismo club, organizó los primeros Europeos y Mundiales de
Clubes de Hockey sobre Patines Femeninos y que se celebraron en 1987, 1988,
1989, 1990 y 1993. El 1991, Johannson se convertiría en el primer seleccionador femenino
de Alemania.
En la actualidad en este país encontramos a unos 20 equipos de hockey patines femenino,
la mayoría concentrados en el Land (región) de Nord Rhein Westfalen (NRW). Esta
concentración de equipos también la encontramos en masculino. Además de estos 20 equipos femeninos cada vez es más usual encontrar equipos mixtos,
conformados tanto por chicos como por chicas.

#### selección Femenina
- Medalla de bronce en el Campeonato mundial de hockey sobre patines femenino de 1998.
- Medalla de bronce en el Campeonato europeo de hockey sobre patines femenino 1999.
- Medalla de oro en el Campeonato europeo de hockey sobre patines femenino de 2003.
- Medalla de oro en el Campeonato europeo de hockey sobre patines femenino de 2007.
- Medalla de bronce en el Campeonato europeo de hockey sobre patines femenino de 2009.

#### Selección Masculina
- Medalla de oro en el Campeonato mundial de hockey sobre patines masculino de 1986.
- Medalla de bronce en el Campeonato europeo de hockey sobre patines masculino de 1926.
- Medalla de bronce en el Campeonato europeo de hockey sobre patines masculino de 1928.
- Medalla de bronce en el Campeonato europeo de hockey sobre patines masculino de 1930.
- Medalla de plata en el Campeonato europeo de hockey sobre patines masculino de 1932.
- Medalla de plata en el Campeonato europeo de hockey sobre patines masculino de 1934.
- Medalla de plata en el Campeonato europeo de hockey sobre patines masculino de 1973.
- Medalla de oro en la Copa de las Naciones de Montreux de 1937.
- Medalla de oro en la Copa de las Naciones de Montreux de 1978.

### Motociclismo

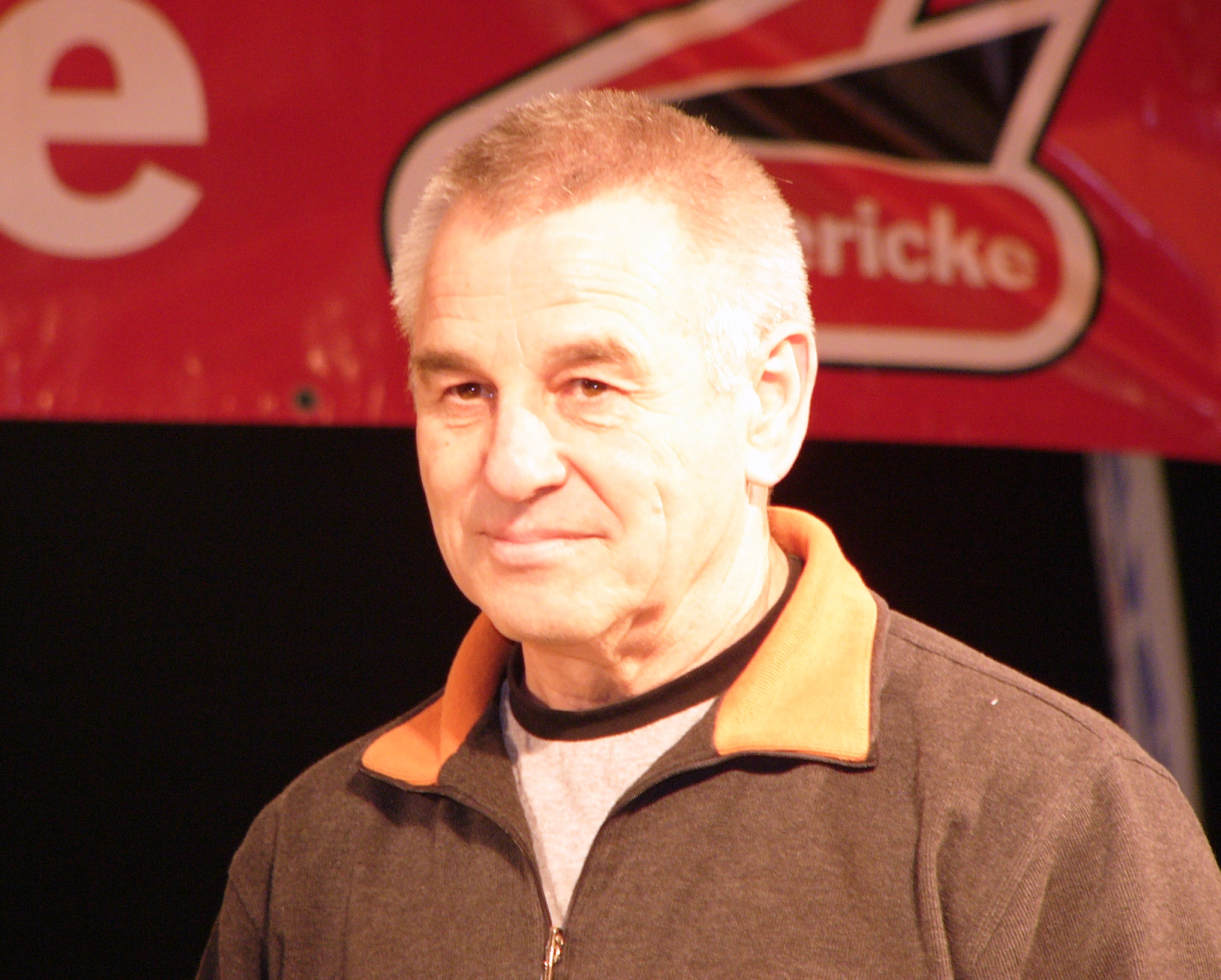
Anton Mang, Nombrado Leyenda de los Grandes Premios por La Federación Internacional de Motociclismo en 2001.

En Alemania el motociclismo es regulado por la Deutscher Motor Sport Bund, aquel país nunca ha tenido gran protagonismo pero si cabe destacar a Anton Mang, una de las leyendas de este deporte siendo campeón de 350 cc de su país y participó en su primer Gp en Austria. Pero hasta 1976 no ganó su primer Gp, el de Alemania que se celebró en el circuito de Nürburgring en la versión de 22,8 km a lomos de una Morbidelli 125cc.
Estos éxitos le permitieron pilotear dos Kawasaki 250cc y 350cc en la temporada de 1978. Fue campeón del mundo de 250cc en 1980, 1981 y 1987 y campeón del mundo en la categoría de 350cc en 1981. Se retiró en 1988 como consecuencia de las lesiones que se produjo en un accidente en el Gp de Yugoslavia en la pista de Rijeka.
También tuvieron una gran relevancia los campeones mundiales de 250 cc, Werner Haas (también campeón de 125 cc), Hermann Müller, Dieter Braun (también campeón de 125 cc) y el campeón mundial de 125 cc, Dirk Raudies. Anteriormente en los 50 cc habían ganado Ernst Degner el primero en la historia de la cilindrada y Hans-Georg Anscheidt que ganó tres títulos consecutivos.
Alemania, triunfo en el GS Trophy de 2012, organizado por BMW Motorrad, que contó con la participación de 15 equipos para un total de 45 pilotos provenientes de 19 países diferentes, que compitieron para superar cada día las duras pruebas especiales, físicas y de juegos en equipo.
Finalmente, tras 2.000 km recorridos y tres pruebas diarias, el equipo ganador ha sido el alemán que sumó 256 puntos, por delante del equipo francés –segundo con 238 puntos-, y el italiano, que completó el podio con 222 puntos.

### Disciplinas de motociclísmo

#### Enduro
En esta disciplina Alemania ostenta varios campeones a nivel europeo en 1968, en la modalidad de cilindradas pequeñas (Menos de 250cc), también en cilindradas grandes (250cc o más) destacando a Erwin Schmider campeón dos veces campeón manejando una Jawa en +350cc.
Tales competencias fueron evolucionando desde 1989, con varios campeones alemanes como Herbert Schek con su Schek-BMW o Heino Büse manejando una Maico. Hasta llegar lo que es hoy el Campeonato del mundo de enduro. Siendo Thomas Bieberbach el último piloto alemán en ser campeón del mundo con una Simson en 1990.

#### Motocross
Dos alemanes han sido campeones en el Campeonato del mundo de motocross, los pilotos Paul Friedrichs tres veces consecutivas (3 x 500 cc) y Fritz Betzelbacher (250 cc).

#### Speedway
El Speedway otra especialidad del motociclismo ha conseguido una medalla de oro en el Campeonato del Mundo de Speedway (Speedway World Championship) de 1983 en la ciudad de Norden.

#### Supermoto
Alemania conquistó el Supermotard de las Naciones con el piloto alemán Rubén Retuerta de 2009.
El alemán Jurgen Kunzel ganó el AMA Red Bull Supermoto de 2005.

#### Trial
Palmarés:
- Medalla de oro en el Campeonato del mundo de trial de 1965 y 1966, por el piloto alemán Gustav Franke.
- Medalla de oro en el Trial de las Naciones de 2003 y 2005.

### Natación

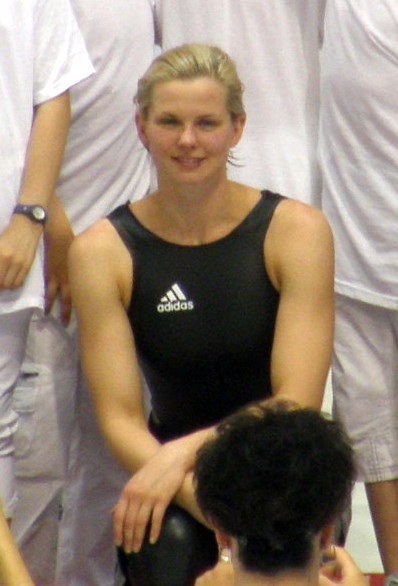
Britta Steffen Actual plusmarquista mundial y olímpica en los 50 m libres y 100 m libres.

La Federación Alemana de Natación (Deutscher Schwimm-Verband e. V., abreviado DSV) es la máxima autoridad en todo el país.
Alemania es una nación, que siempre ha gozado de un gran prestigio y renombre en este deporte, es preciso destacar sobre todo a Kristin Otto que fue ganadora de seis medallas de oro en los Juegos Olímpicos de Seúl 1988. También ganó siete medallas de oro en los Mundiales (tres en 1982 en Guayaquil y cuatro en 1986 en Madrid) y siete medallas de oro en campeonatos de Europa (dos en 1983 en Roma y cinco en 1987 en Estrasburgo), siendo considerada como una de las mejores nadadoras de todos los tiempos.
Michael Gross, es un nadador alemán, conocido como "El Albatros", por su gran altura. En la década de 1980, fue abanderado de la natación europea por ser plus-marquista mundial de cuatro disciplinas al mismo tiempo, y ganar dieciocho medallas en cuatro campeonatos europeos.
En los Juegos de la Amistad de 1984, organizados por la Unión Soviética y otros países socialistas que habían decidido no acudir a los Juegos Olímpicos de Los Ángeles 1984, en la sección de natación Alemania Oriental lideró en el medallero general, con tres récord mundiales, destacando la alemana Kristin Otto con cinco medallas (tres de oro).
Alemania en el Campeonato Mundial de Natación es segunda en la tabla general solo detrás de Estados Unidos organizó el Campeonato Europeo de Natación de 2002 en Berlín, donde encabezó el medallero general de dicho torneo. 
Actualmente lidera el medallero en el Campeonato Europeo de Natación por delante de Rusia y el Campeonato Europeo de Natación en Piscina Corta por delante de Holanda.
Algunos nadadores importantes de Alemania son:
- Franziska van Almsick, ganadora de diez medallas olímpicas (cuatro platas y seis bronces), de dos oros mundiales y dieciocho oros europeos.
- Walter Bathe, ganadora de dos oros olímpicos.
- Kornelia Ender, que consiguió cuatro oros olímpicos y cuatro oros mundiales.
- Michael Gross, ganador de seis medallas olímpicas (tres de oro), cinco veces campeón del mundo y trece campeón de Europa y varios récords mundiales.
- Dagmar Hase, siete medallas olímpicas (un oro), dos veces campeón del mundo y cinco veces campeón de Europa.
- Ernst Hoppenberg, ganador de dos oros olímpicos.
- Daniela Hunger, ganadora de dos oros olímpicos y cuatro europeos.
- Roland Matthes, ganador de cuatro oros olímpicos y dos mundiales.
- Kristin Otto, ganadora de seis oros olímpicos, siete veces campeón del mundo y nueve veces de Europa.
- Rica Reinisch, ganadora de tres oros olímpicos.

### Patinaje sobre hielo

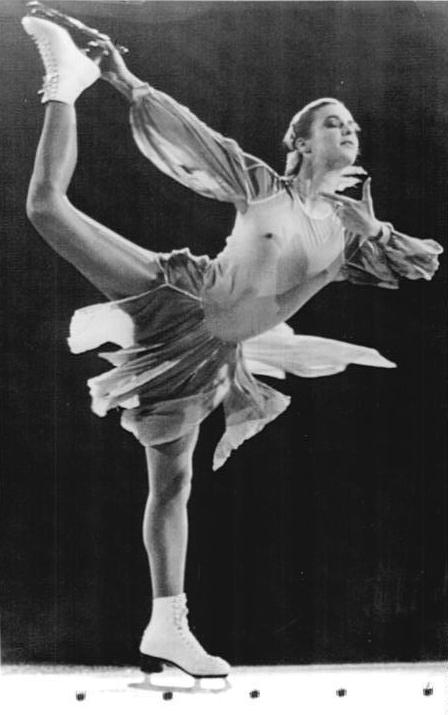
Katarina Witt, considerada una de las mejores patinadoras de la historia..

El Patinaje sobre hielo que representa la Federación Alemana de Hockey sobre Hielo que reúne todas las modalidades de Patinaje artístico sobre hielo y Patinaje de velocidad sobre hielo que compite en el Campeonato Mundial de Patinaje Artístico sobre Hielo, Campeonato Mundial de Patinaje de Velocidad sobre Hielo y Campeonato Mundial de Patinaje de Velocidad Individual sobre Hielo organizadas por la Unión Internacional de Patinaje sobre Hielo (ISU).
Alemania es cuna de este deporte en toda su historia, obteniendo grandes logros internacionales, en los cuales describimos algunos patinadores alemanes:
- Karin Enke,[21] cinco veces campeona en el mundial de patinaje de velocidad sobre Hielo de 1982, 1984, 1986, 1987 y 1988.
- Anni Friesinger, dos veces campeona en el mundial de patinaje de velocidad individual sobre hielo de 2008.
- Gilbert Fuchs, dos veces campeón mundial de patinaje artístico sobre hielo de 1986 y 1906,
- Aliona Savchenko / Robin Szolkowy, campeones europeos de 2009.
- Katarina Witt, dos veces campeona olímpica en los Juegos Olímpicos de Invierno de 1984, 1988 y cuatro veces campeona mundial de patinaje de 1984, 1985, 1987 y 1988.

### Rally
Walter Röhrl es el único piloto alemán vencedor del Campeonato Mundial de Rally en 1980 y 1982 y del Campeonato Europeo de Rally en 1974 con los equipos Opel Ascona 400 y Fiat 131 Abarth.
Audi Sport es el equipo oficial con el que compitió la marca alemana Audi en el Campeonato Mundial de Rally, entre los años 1982 y 1987. En este período consiguió dos títulos de Constructores y dos de Pilotos. El equipo consiguió cinco victorias con el Audi Quattro, tres de ellas para Mouton y dos para Hannu Mikkola. Además de conseguir el segundo y tercer puesto en el Campeonato de pilotos, la marca alemana se llevó el Campeonato de Constructores, completando en el año de su debut en un resultado inmejorable.

### Tenis

#### Individual

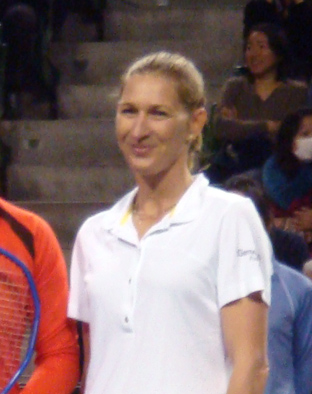
Steffi Graf, una de las tenistas más exitosas de todos los tiempos.

Alemania siempre ha sido un referente mundial en tenis. Su mayor estrella en la categoría masculina fue Boris Becker, quien ganó 49 títulos individuales entre los que se cuentan tres Campeonatos de Wimbledon, dos Abiertos de Australia y un Abierto de Estados Unidos, además de 15 títulos de dobles, dos Copa Davis y una medalla de oro en los dobles masculinos de los Juegos Olímpicos de 1992.
Por su parte, Michael Stich ganó el Campeonato de Wilmbledom 1991 en individuales y alcanzó la final en el Abierto de Estados Unidos 1994 y Roland Garros 1996. También se destacó en dobles masculino, al triunfar en Wimbledon y los Juegos Olímpicos 1992. En tanto, Tommy Haas alcanzó cuatro semifinales de Grand Slam y fue medallista de plata en los Juegos Olímpicos de Sídney 2000.
En categoría femenina, Steffi Graf logró aún más triunfos que Becker, incluyendo 22 títulos de Grand Slam individual, siendo la única en ganar todos por lo menos cuatro veces. También ganó la medalla de oro individual en los Juegos Olímpicos de 1988, fue jugadora número 1 del mundo durante 337 semanas, incluyendo 186 semanas consecutivas entre 1987 y 1991, lo cual es un récord inigualado.
En cuanto a torneos, los principales del país han sido el Masters de Stuttgart, el Torneo de Stuttgart, el Torneo WTA de Stuttgart, el Torneo de Hamburgo, el Torneo de Halle, el Torneo de Múnich, el Torneo de Berlín y el Torneo de Düsseldorf. Desde 1990 hasta 1999, el país fue sede del ATP Tour World Championships y la Grand Slam Cup.

#### Equipos
Alemania ha ganado la Copa Davis en 1988 y 1989 como R.F.A. y 1993 como unificada, es también el país más ganador de la Copa Mundial por Equipos en cinco oportunidades 1989, 1994, 1998, 2005 y 2011. En la Copa Hopman de 1993 y 1995. Mientras que el equipo femenino de Fed Cup ha ganado la Copa Federación en 1987 (como R.F.A.) y 1992 como unificada.

### Triatlón
El Triatlón está muy bien representado en el país por la Federación Alemana de Triatlón. En el Campeonato Mundial de Triatlón de 2007, Daniel Unger, fue contra todo pronóstico el vencedor por delante del favorito y número uno mundial Javier Gómez Noya en un evento celebrado por vez primera en suelo Alemán, teniendo un primedio de medallas conseguidas con 32 en total, segundo esta el Reino Unido en el Campeonato Europeo de Triatlón. En la Copa Mundial de Triatlón de 2004, la alemana Anja Dittmer, resultó triunfadora de aquel año.
En la modalidad de Ironman 70.3 se coronó campeón mundial de forma consecutiva el alemán Michael Raelert en 2009 y 2010.
En cuanto el más antiguo y prestigioso triatlón del mundo el Ironman de Hawái tres han sido los campeones alemanes, Thomas Hellriegel en 1997, Normann Stadler en 2004 y 2006 y Faris Al-Sultan en 2005. En los Juegos Olímpicos de Pekín 2008, el alemán Jan Frodeno obtuvo la medalla de oro. Precisamente la mejor marca en el quíntuplo y Deca Ironman está en posesión de una mujer, la alemana Astrid Benöhr.
Recientemente el Ironman de Cancún de 2011 el ganador fue el alemán, Andi Boecherer (3:55.19), seguido del italiano Daniel Fontana (4:02.00) y del australiano Timothy Reed (4:04.29).

### Vela

#### Palmarés
Masculino
Campeonato Mundial de Star
- Medalla de oro 1938, 1939, 1972, 1981 y 1997.

Campeonato Mundial de Tornado
- Medalla de oro 1975, 1977, 1993, 1996, 1997, 2000 y 2010.

Campeonato Mundial de Finn
- Medalla de oro 1957, 1963, 1965, 1966, 1967, 1981 y 1988.

Campeonato Mundial de 49er
- Medalla de bronce 2004.

Campeonato Mundial de 470
- Medalla de oro 1982, 1987, 1990 y 1991.

 Femenino 
Campeonato Mundial de Vela
- Medalla de plata 2003
- Medalla de bronce 2007

Campeonato Mundial de 470
- Medalla de oro 1987, 1989, 1990, 1993 y 1994

### Voleibol
Actualmente compite en la elite del voleibol mundial. Después de la reunificación de Alemania, República Federal de Alemania pasó a llamarse Alemania y que absorbió a Alemania Oriental con los registros.

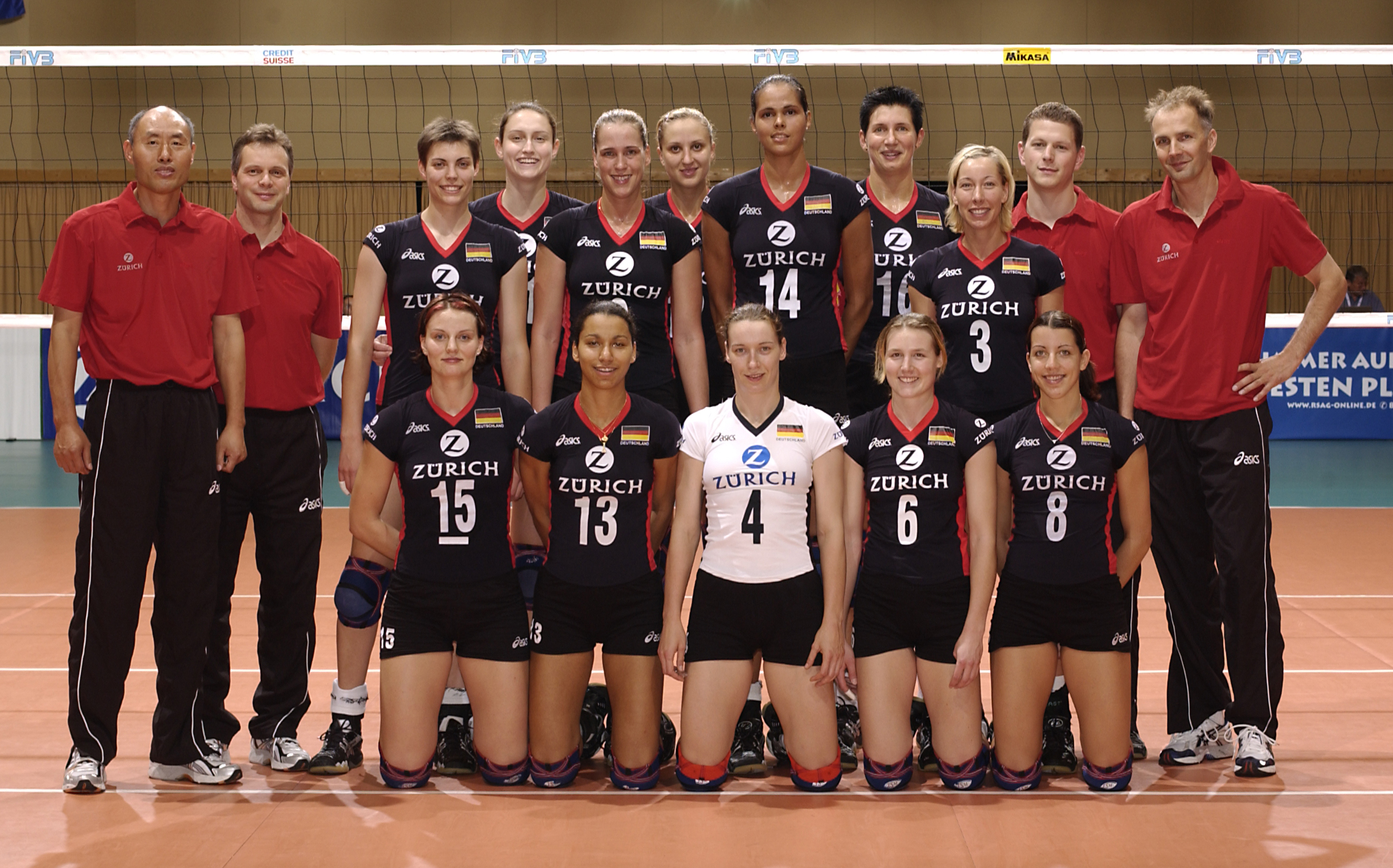
Equipo femenino de Alemania de voleibol en los Juegos Olímpicos 2004.

Este es el palmarés de la selección femenina de Voleibol:
- Medalla de oro en el Campeonato Mundial de Voleibol Femenino Sub-20 de 2009[24]
- Medalla de plata en los Juegos Olímpicos de Moscú de 1980. (*)
- Medalla de bronce en el Grand Prix de Voleibol de 2002 y 2009.
- Medalla de plata en el Campeonato Europeo de Voleibol de 2011.
- Medalla de plata en el Campeonato Europeo de Voleibol de 2013.
- Medalla de oro en el Campeonato Europeo de Voleibol de 1983 y 1987. (*)
- Medalla de oro en el Campeonato Europeo sub-18 de Voleibol de 2007.
- Medalla de oro en la Liga Europea de Voleibol de 2013.
- Medalla de oro en el Montreux Volley Masters de 2014.

(*) Medallas obtenidas con la extinta selección de Alemania Oriental, reincorporada a la República Federal en los años 1990.
Este es el palmarés de la selección masculina de Voleibol:
- Medalla de oro en el Copa Mundial de Voleibol de 1969. (*)
- Medalla de oro en el Campeonato Mundial de Voleibol de 1970. (*)
- Medalla de oro en la Universiada de 1999.
- Medalla de oro en la Liga Europea de Voleibol de 2009[25]
- Medalla de bronce en el Campeonato Mundial de Voleibol Masculino de 2014
- Medalla de oro en los Juegos Europeos de Bakú de 2015.
- Medalla de plata en los Juegos Olímpicos de Múnich de 1972. (*)

(*) Medallas obtenidas con la extinta selección de Alemania Oriental, reincorporada a la República Federal en los años 1990.
A nivel clubes:
Se destacan los siguientes equipos alemanes:
- Münster, máximo campeón de la Copa CEV Femenina (Confederación Europea de Voleibol) en tres ocasiones (1982, 1994, 1996).
- SV Luhhof, una vez campeón de la Copa CEV de 1981.
- SG JDZ Feuerbach, una vez campeón de la Copa CEV de 1983.
- Viktoria Augsburg, una vez campeón de la Copa CEV de 1985.
- 1.VC Schwerte, una vez campeón del Top Volley Internacional Femenino de 1989[26]
- Traktor Schwerin, una vez campeón de la Champions League (voleibol femenino) 1977-78.
- SC Leipzig, una vez campeón de la Champions League (voleibol masculino) 1963-64.
- VfB Friedrichshafen, una vez campeón de la Champions League (voleibol masculino) 2006-07.
- Moerser SC, una vez campeón de la Challenge Cup (voleibol femenino) 1989/1990.
- Dresdner SC, una vez campeón de la Challenge Cup (voleibol femenino) 2009/2010.

### Vóley playa
Alemania es unas de principales precursoras del vóley playa, cuya selección lidera en el medallero general de los campeonatos europeos, logrando los siguientes logros internacionales.
- Medalla de oro en el Campeonato Mundial de Vóley Playa de 2009.[27]
- Medalla de bronce el Campeonato Mundial de Vóley Playa de 2011.
- Medalla de oro en el Campeonato Europeo de Vóley Playa de 2002, 2004 y 2006.
- Medalla de bronce en los Juegos Olímpicos de Sídney de 2000.
- Medalla de oro en la Universiada de 2011.
- Medalla de oro en los Juegos Olímpicos de Londres de 2012.

### Waterpolo
El waterpolo es un deporte muy bien profesionalizado en Alemania. La principal competición a nivel de clubes es la Liga de Alemania de waterpolo en la que destaca históricamente el Spandau 04 con 28 títulos de la liga, 4 veces campeón Copa de Europa de waterpolo y 2 títulos de Supercopa de Europa de waterpolo.

#### Palmarés masculino
Este es el palmarés de la selección masculina de waterpolo:
- Medalla de oro en los Juegos Olímpicos de Ámsterdam 1928.
- Medalla de plata en los Juegos Olímpicos de Los Ángeles 1932.
- Medalla de plata en los Juegos Olímpicos de Berlín 1936.
- Medalla de bronce en los Juegos Olímpicos de Los Ángeles 1984.
- Medalla de bronce en el campeonato mundial de 1982.
- Medalla de oro en la Copa Mundial de Waterpolo de 1985.
- Medalla de plata en la Copa Mundial de Waterpolo de 1983.
- Medalla de bronce en el campeonato de Europa de 1926.
- Medalla de plata en el campeonato de Europa de 1931, 1934 y 1938.
- Medalla de plata en el campeonato de Europa de 1966 (*).
- Medalla de oro en el campeonato de Europa de 1981.
- Medalla de bronce en el campeonato de Europa de 1985.
- Medalla de oro en el campeonato de Europa de 1989.
- Medalla de bronce en el campeonato de Europa de 1995.
- Medalla de bronce en el campeonato del mundo junior de waterpolo de 1989 (*).
- Medalla de oro en el campeonato europeo junior de waterpolo de 1986 (*).
- Medalla de bronce en el campeonato europeo júnior de waterpolo de 1978 (*).
- Medalla de bronce en el campeonato europeo júnior de waterpolo de 1970 (*).
- Medalla de bronce en la Liga Mundial de waterpolo de 2005.
- Medalla de bronce en la Copa Unicum de 2004, 2008 y 2009.
- Medalla de plata en la Copa Unicum de 2010.

(*) Medallas obtenidas con la extinta selección de Alemania Oriental, reincorporada a la República Federal en los años 1990.

#### Palmarés femenino
Este es el palmarés de la selección femenina de waterpolo:
- Medalla de bronce en el campeonato de Europa de 1985.

### Otros deportes
- El equipo alemán ganó el medallero general del XI Campeonato Europeo de Taekwondo Poomsae de 2013, realizado en España.
- El alemán Frank Schonfeldt, se coronó campeón de la Copa del Mundo de veleros clase Pirata de 2012.[28]
- Alemania es la máxima potencia europea en tenis de mesa, se ha proclamado por quinta vez consecutiva campeona en el Campeonato de Europa de Tenis de Mesa, celebrados en 2007,2008,2009,2010 y 2011.
- Alemania gana la primera edición del Nations Cup de 2011 (Copa mundial de golf), organizada por la International Federation of Poker (IFP).[29]
- El alemán Pius Heinz se convirtió la pasada madrugada en campeón de las Series Mundiales de Póker de 2011.[30]
- El Billabong XXl 2010, considerado por todos los especialistas como los Premios Óscar del surf, dieron la sorpresa el pasado 23 de abril en el Grove Theater en Anaheim, premiando por primera vez en la historia a un surfista europeo, el alemán Sebastián Steudtner con la ola más grande surfeada.[31]
- La alemana Heide Wollert logró consagrarse campeona europea de yudo de 2008 derrotando a la rusa Vera Mosaliuk en el evento de 78 kg (13.04).
- En 2008 las alemanas Maria Weiss, Yasmina Benadda, Silvia Sperner y Kora Knühmann se consagraron Campeones del Mundo de Karate realizado en Tokio.
- El 6 de enero de 2009 en el marco del Poker Caribbean Adventure en Bahamas. Alemania se quedó con el título de campeón mundial por selecciones (WCP).[32]
- Alemania dominó por mucho tiempo el bobsleigh como atestigua que son segundos en el medallero de los Juegos Olímpicos de Invierno, detrás de Suiza debido a su clasificación como dos naciones, Alemania Oriental y Alemania Occidental desde 1949 hasta 1990, si se combinara el total de medallas doblarían la cantidad que posee Suiza. En los Juegos Olímpicos de 2006 en Turín, André Lange ganó las medallas en las categorías de un hombre y de dos hombres para pilotear.
- El piragüismo siempre ha sido un deporte con gran presencia alemana y que le ha dado muy buenos resultados a lo largo de la historia de los Juegos Olímpicos siendo las canoas/kayaks el deporte que más medallas de oro le ha dado al país como por ejemplo con las medallas de Birgit Fischer, Andreas Dittmer, Katrin Wagner, Birgit Schmidt y Anke Nothnagel.

- El remo es el segundo deporte que más medallas de oro ha proporcionado al país en los Juegos Olímpicos (19 por las 22 de las canoas/kayaks) con medallistas múltiples como Kathrin Boron en 4 Juegos, Siegfried Brietzke en 3 y Peter-Michael Kolbe en 4.

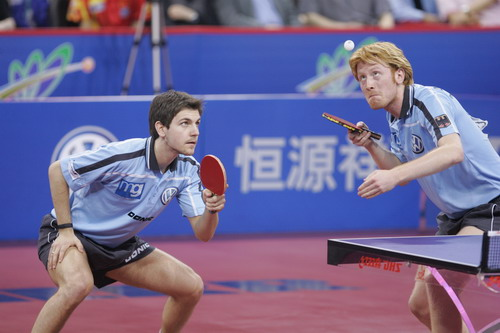
Timo Boll & Christian Suss

- En tenis de mesa es un país con un gran historial, a nivel de clubes el Borussia Düsseldorf ganó en una ocasión la Champions League de tenis de mesa y el TTV Re-Bau Gönnern la ganó en dos ocasiones, 2005 y 2006, gracias en parte a su gran estrella, el alemán Timo Boll. Boll llegó a ser número uno mundial y ha ganado numerosos títulos con su equipo e individuales (2 títulos de campeón de Europa por ejemplo), pero no es el único jugador destacado del país ya que Jörg Roßkopf consiguió dos medallas olímpicas (plata y bronce) además de ser campeón mundial y europeo. En categoría femenina destaca Nicole Struse que disputó cuatro Juegos Olímpicos diferentes además de ser campeona de Europa. En cuanto a la selección ha ganado dos veces el campeonato de mundo en categoría femenina, 4 veces el campeonato de Europa femenino y 1 el masculino, también han ganado la liga Europea de selecciones en tres ocasiones en categoría masculina y en seis ocasiones en categoría femenina.

- Otro de los deportes clásicos en Alemania es el biatlón en cuya especialidad Michael Greis ganó tres medallas de oro en los Juegos Olímpicos de 2006 en Turín. También destacan otros biatletas como Frank-Peter Roetsch con dos oros olímpicos y seis mundiales, Frank Ullrich con un oro olímpico y nueve mundiales, Mark Kirchner con tres oros olímpicos y siete mundiales, Sven Fischer con cuatro oros olímpicos y siete mundiales. En categoría femenina destacan Andrea Henkel con dos oros olímpicos y cinco mundiales, Kati Wilhelm con tres oros olímpicos y dos mundiales.

## Organizaciones
La mayor organización deportiva del mundo es el Comité Olímpico Alemán (DOSB) cuenta con 27 millones de miembros. Según los datos de la organización, aproximadamente un tercio de la población del país realiza prácticas deportivas en clubes deportivos o en alguna de las 127.000 instalaciones de carácter deportivo que existen por todo el territorio alemán.
La Federación Deportiva Alemana (Deutscher Sportbund) nuclea a las federcaiones alemanas de cada deporte. 
Entre las organizaciones del deporte también destacan la Asociación General Alemana de Deporte Universitario, el Instituto Federal de Ciencias del Deporte, la Federación Alemana de Oficinas de Deportes, el Comité del Deporte y la Naturaleza, la Juventud Deportiva de Alemania, la Fundación Alemana para la Ayuda al Deporte y la Agencia Nacional Antidopaje de Alemania.